# Olympische Sommerspiele 2016/Leichtathletik – 400 m (Frauen)

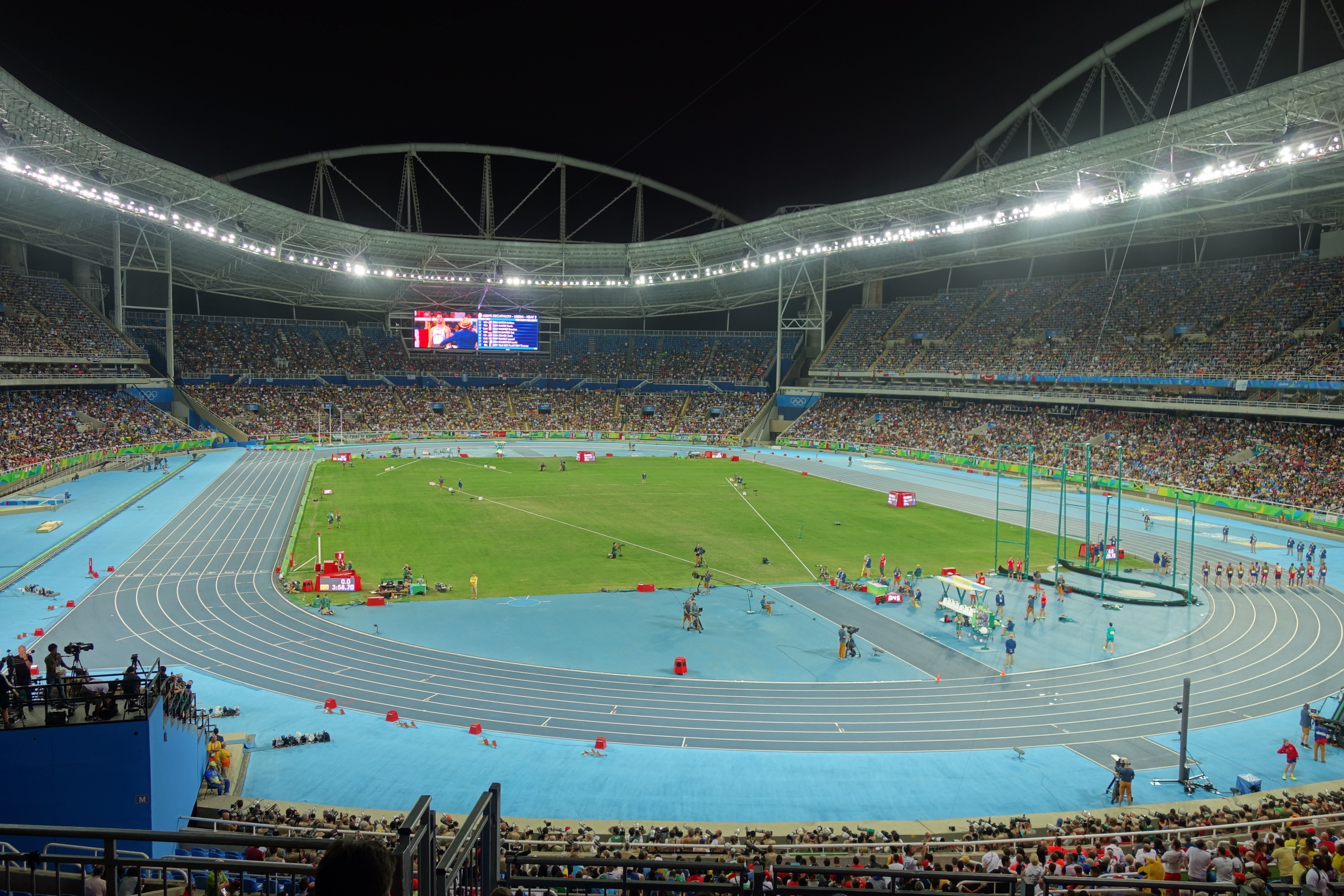
Innenraum des Estádio Olímpico João Havelange während der Spiele von Rio

Der 400-Meter-Lauf der Frauen bei den Olympischen Spielen 2016 in Rio de Janeiro wurde am 13., 14. und 15. August 2016 im Estádio Nilton Santos ausgetragen. 57 Athletinnen nahmen teil.
Olympiasiegerin wurde Shaunae Miller von den Bahamas. Die US-Amerikanerin Allyson Felix gewann die Silbermedaille, Bronze ging an die Jamaikanerin Shericka Jackson.
Für Deutschland startete Ruth Spelmeyer, die im Halbfinale ausschied.

Athletinnen aus der Schweiz, Österreich und Liechtenstein nahmen nicht teil.

## Aktuelle Titelträgerinnen
| Olympiasiegerin                         | Sanya Richards-Ross ( USA)            | 49,55 s | London 2012    |
| Weltmeisterin                           | Allyson Felix ( USA)                  | 49,26 s | Peking 2015    |
| Europameisterin                         | Libania Grenot ( Italien)             | 50,73 s | Amsterdam 2016 |
| Nord-/Zentralamerika-/Karibik-Meisterin | Courtney Okolo ( USA)                 | 51,57 s | San José 2015  |
| Südamerika-Meisterin                    | Geisa Aparecida Coutinho ( Brasilien) | 53,07 s | Lima 2015      |
| Asienmeisterin                          | Yang Huizhen ( Volksrepublik China)   | 52,37 s | Wuhan 2015     |
| Afrikameisterin                         | Kabange Mupopo ( Sambia)              | 51,56 s | Durban 2016    |
| Ozeanienmeisterin                       | Betty Burua ( Papua-Neuguinea)        | 54,32 s | Cairns 2015    |

## Rekorde

### Bestehende Rekorde
| Weltrekord         | Marita Koch ( DDR)             | 47,60 s | Canberra, Australien   | 6. Oktober 1985 |
| Olympischer Rekord | Marie-José Pérec ( Frankreich) | 48,25 s | Finale OS Atlanta, USA | 29. Juli 1996   |

Der bestehende olympische Rekord wurde bei diesen Spielen nicht erreicht. Die schnellste Zeit erzielte Olympiasiegerin Shaunae Miller von den Bahamas mit 49,44 s im Finale am 15. August. Den Olympiarekord verfehlte sie dabei um 1,19 Sekunden. Zum Weltrekord fehlten ihr 1,84 Sekunden.

### Rekordverbesserungen
Es wurden zwei neue Landesrekorde aufgestellt:
- 50,72 s – Kemi Adekoya (Bahrain), dritter Vorlauf am 13. August
- 54,30 s – Vijona Kryeziu (Kosovo), vierter Vorlauf am 13. August

Anmerkung
Alle Zeitangaben sind auf die Ortszeit Rio (UTC-3) bezogen.

## Doping
Dieser Wettbewerb war von vier nachträglich ermittelten Dopingfällen betroffen:
- Die zunächst siebtplatzierte Ukrainerin Olha Semljak wurde im März 2019 disqualifiziert, nachdem sich bei Nachtests ihrer Dopingproben von Rio herausgestellt hatte, dass die Athletin das Sexualhormon Testosteron eingesetzt hatte. Alle ihre seit dem 5. Juli 2016 erzielten Resultate wurden annulliert. Darüber hinaus wurde eine Wettkampfsperre von acht Jahren vom 5. Juli 2016 bis 4. Juli 2024 gegen sie ausgesprochen.[2] Disqualifiziert wurde auch die zunächst fünftplatzierte ukrainische 4-mal-400-Meter-Staffel, in der Olha Semljak als Schlussläuferin eingesetzt war.
- Ebenfalls bei Nachtests von Dopingproben der Ukrainerin Julija Olischewska, die hier die Vorrunde nicht überstanden hatte, fand sich das Dopingmittel Erythropoetin, bekannt unter dem Kürzel EPO. Das Resultat der Läuferin wurde annulliert, außerdem wurde sie vom 19. Juli 2016 bis 30. Dezember 2020 gesperrt.[3]
- Auch der hier im Vorlauf ausgeschiedenen Inderin Nirmala Sheoran wurden auf der Grundlage ihres Biologischen Passes und nachträglicher Analysen früherer Dopingproben Verstöße gegen die Antidopingbestimmungen nachgewiesen. Sie hatte verbotene Mittel eingesetzt, was ihr eine vierjährige Sperre einbrachte. Ihre von August 2016 bis November 2018 erzielten Resultate wurden ihr aberkannt. Davon betroffen war auch das Resultat der indischen 4-mal-400-Meter-Staffel, die in Rio im Vorlauf ausschied.[4] Nirmala Sheoran war dort als Startläuferin eingesetzt.
- Ein Dopingtest der Kasachin Anastassija Kudinowa, die im Vorlauf ausgeschieden war, vom 13. Juli 2016 war positiv. Dies hatte eine vierjährige Wettkampfsperre bis zum 16. August 2020 zur Folge sowie eine Aberkennung ihrer seit dem 13. Juli 2016 erzielten Resultate.[5]

Benachteiligt wurden zwei Athletinnen, die an der jeweils nächsten Runde hätten teilnehmen können:
- Vorlauf:
  - Tamara Salaški, Serbien – Sie hätte als Zweite des zweiten Vorlaufs am Halbfinale teilnehmen können.
- Halbfinale: Hier ist aufgrund von Zeitgleichheit bis auf die Hundertstelsekunde nicht klar, welche Läuferin sich eigentlich für das Finale qualifiziert hatte. Da wäre es wohl auf die Tausendstelsekunde angekommen, deren Wert in den Ergebnisübersichten jedoch nicht angegeben ist. Die beiden betreffenden Wettbewerberinnen hatten beide 50,88 s in ihren Halbfinals am 14. August erzielt:
  - Kemi Adekoya, Bahrain – erstes Halbfinale
  - Salwa Eid Naser, Bahrain – zweites Halbfinale

## Vorrunde
Die Vorrunde wurde in acht Läufen durchgeführt. Für das Halbfinale qualifizierten sich pro Lauf die ersten beiden Athletinnen (hellblau unterlegt). Darüber hinaus kamen die acht Zeitschnellsten, die sogenannten Lucky Loser (hellgrün unterlegt), weiter.

### Lauf 1

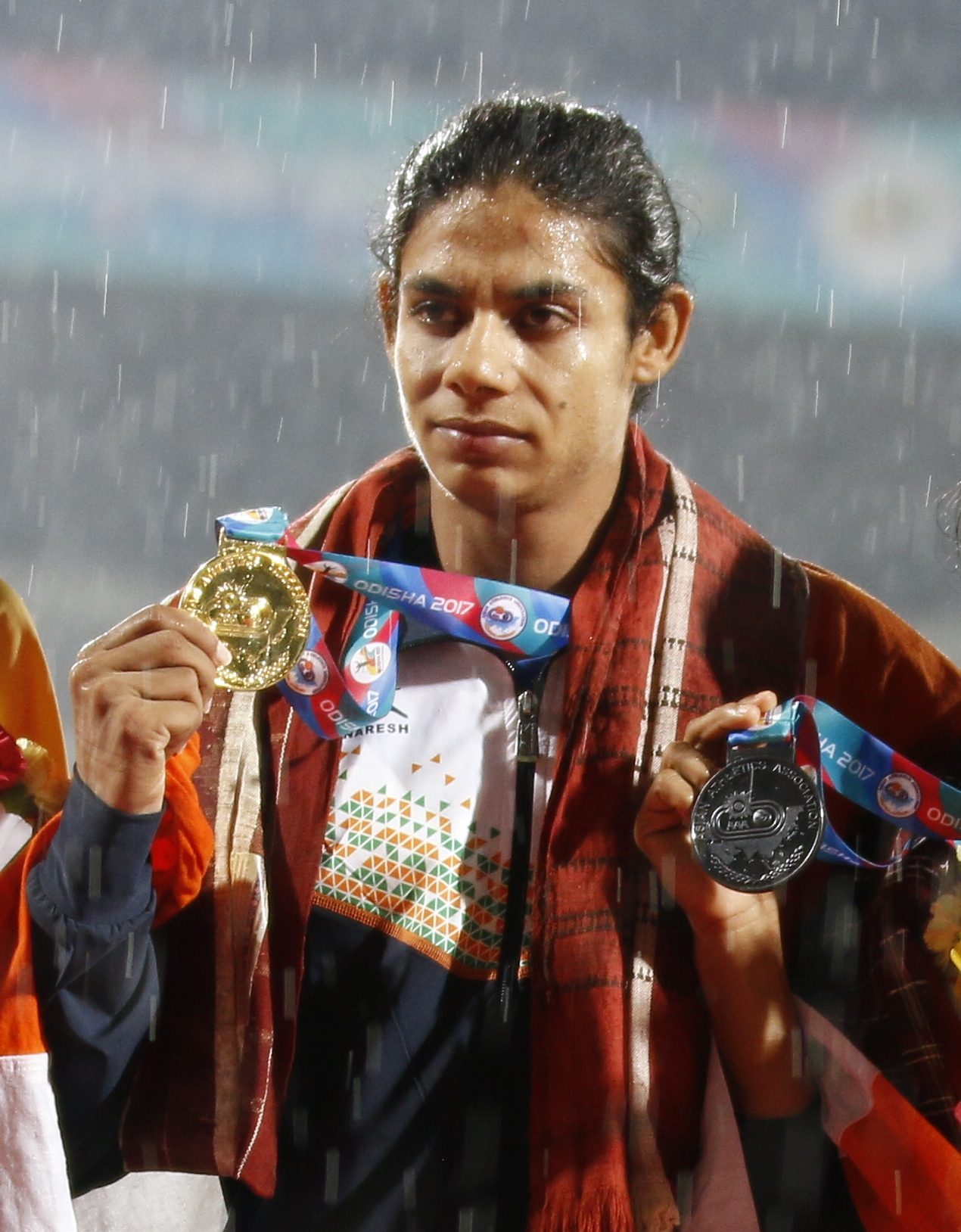
Nirmala Sheoran – gedopt und disqualifiziert

13. August 2016, 11:00 Uhr
| Platz | Name                    | Nation     | Zeit (s) | Anmerkung |
| ----- | ----------------------- | ---------- | -------- | --------- |
| 1     | Stephenie Ann McPherson | Jamaika    | 51,36    |           |
| 2     | Patience Okon George    | Nigeria    | 51,83    |           |
| 3     | Anneliese Rubie         | Australien | 51,92    |           |
| 4     | Djénébou Danté          | Mali       | 52,85    |           |
| 5     | Gunta Latiševa-Čudare   | Lettland   | 53,08    |           |
| DOP   | Julija Olischewska      | Ukraine    | 52,45    | [ 3 ]     |
| DOP   | Nirmala Sheoran         | Indien     | 53,03    | [ 4 ]     |

### Lauf 2

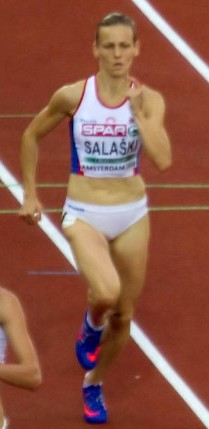
Tamara Salaški – als Zweite des ersten Vorlaufs nur ausgeschieden, weil eine gedopte Läuferin vor ihr lag
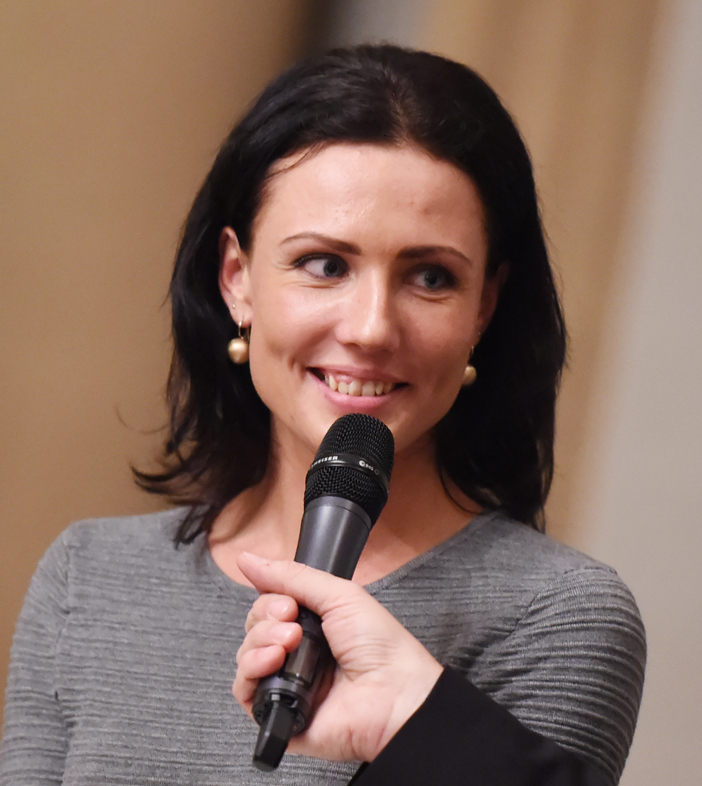
Iveta Putalová – ausgeschieden als Vierte des ersten Vorlaufs
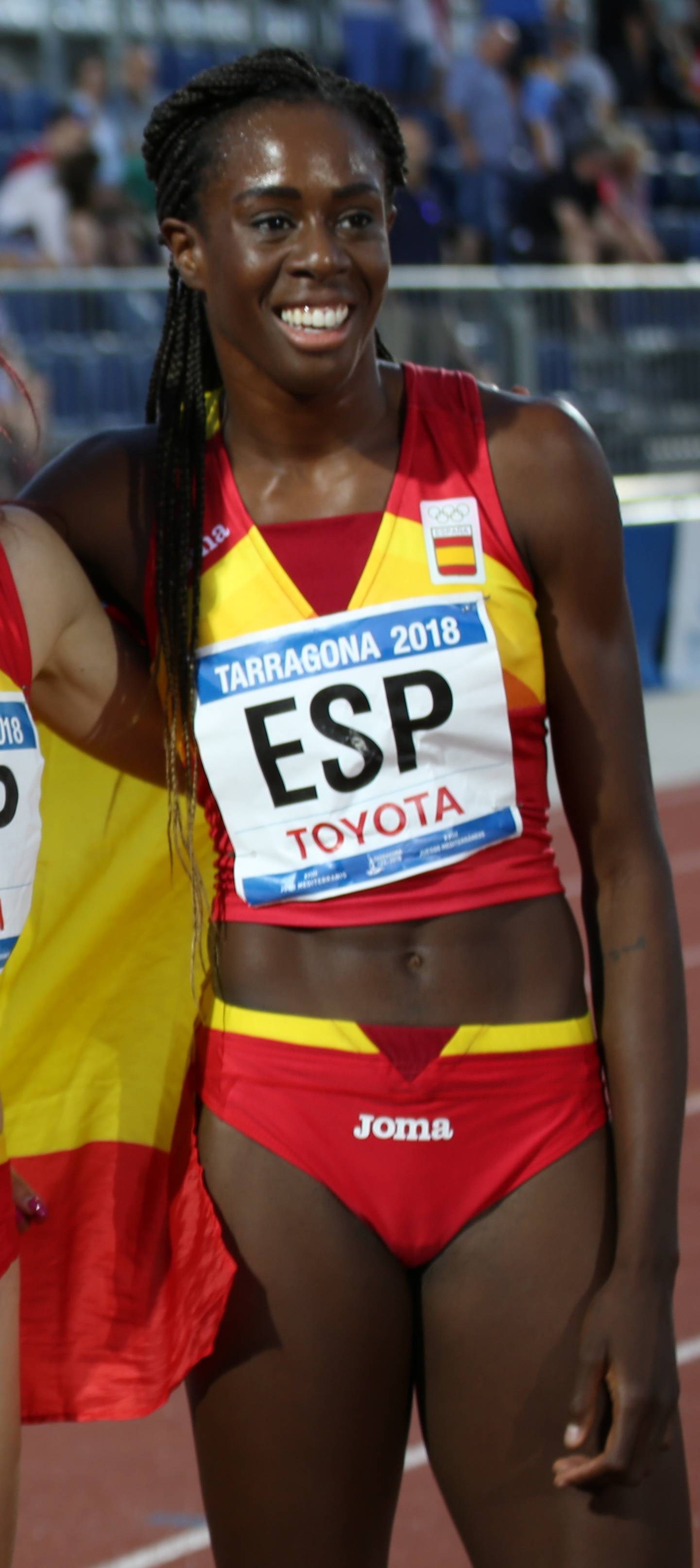
Aauri Bokesa – ausgeschieden als Fünfte des ersten Vorlaufs

13. August 2016, 11:07 Uhr
| Platz | Name               | Nation         | Zeit (s) | Anmerkung                                  |
| ----- | ------------------ | -------------- | -------- | ------------------------------------------ |
| 1     | Allyson Felix      | USA            | 51,24    |                                            |
| 2     | Tamara Salaški     | Serbien        | 52,70    | eigentlich für das Halbfinale qualifiziert |
| 3     | Tsholofelo Thipe   | Südafrika      | 52,80    |                                            |
| 4     | Iveta Putalová     | Slowakei       | 52,82    |                                            |
| 5     | Aauri Bokesa       | Spanien        | 53,51    |                                            |
| 6     | Seren Bundy-Davies | Großbritannien | 53,63    |                                            |
| DOP   | Olha Semljak       | Ukraine        | 51,40    | für das Halbfinale zugelassen              |

### Lauf 3

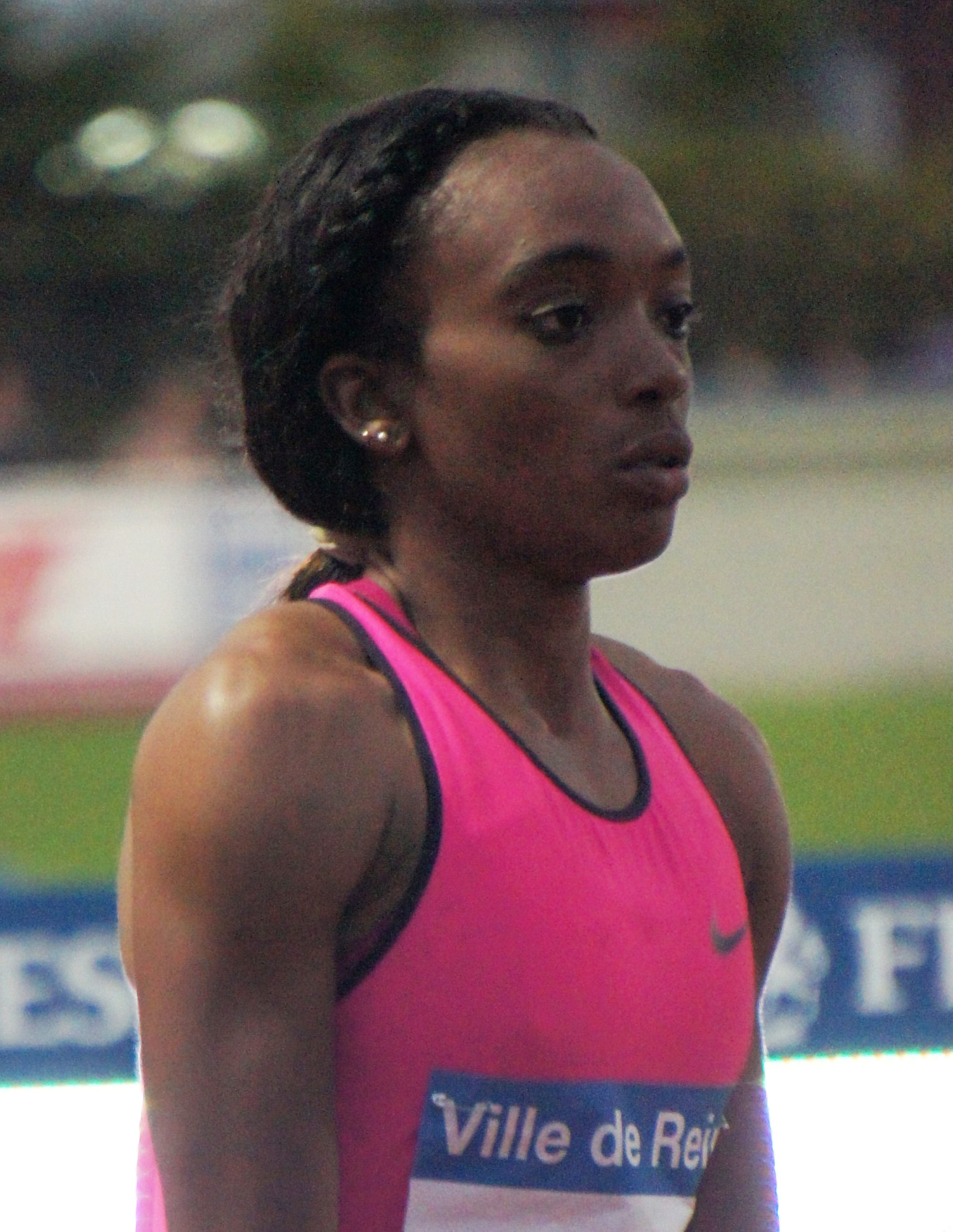
Christine Day – ausgeschieden als Vierte des dritten Halbfinals
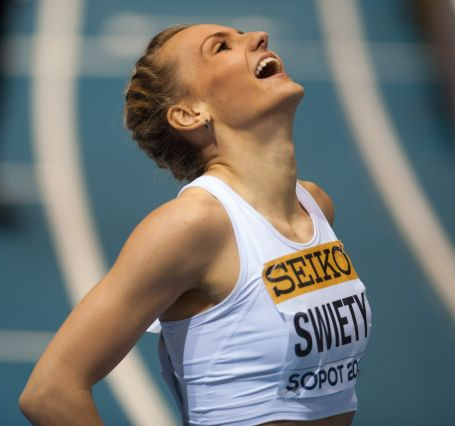
Justyna Święty – ausgeschieden als Fünfte des dritten Halbfinals

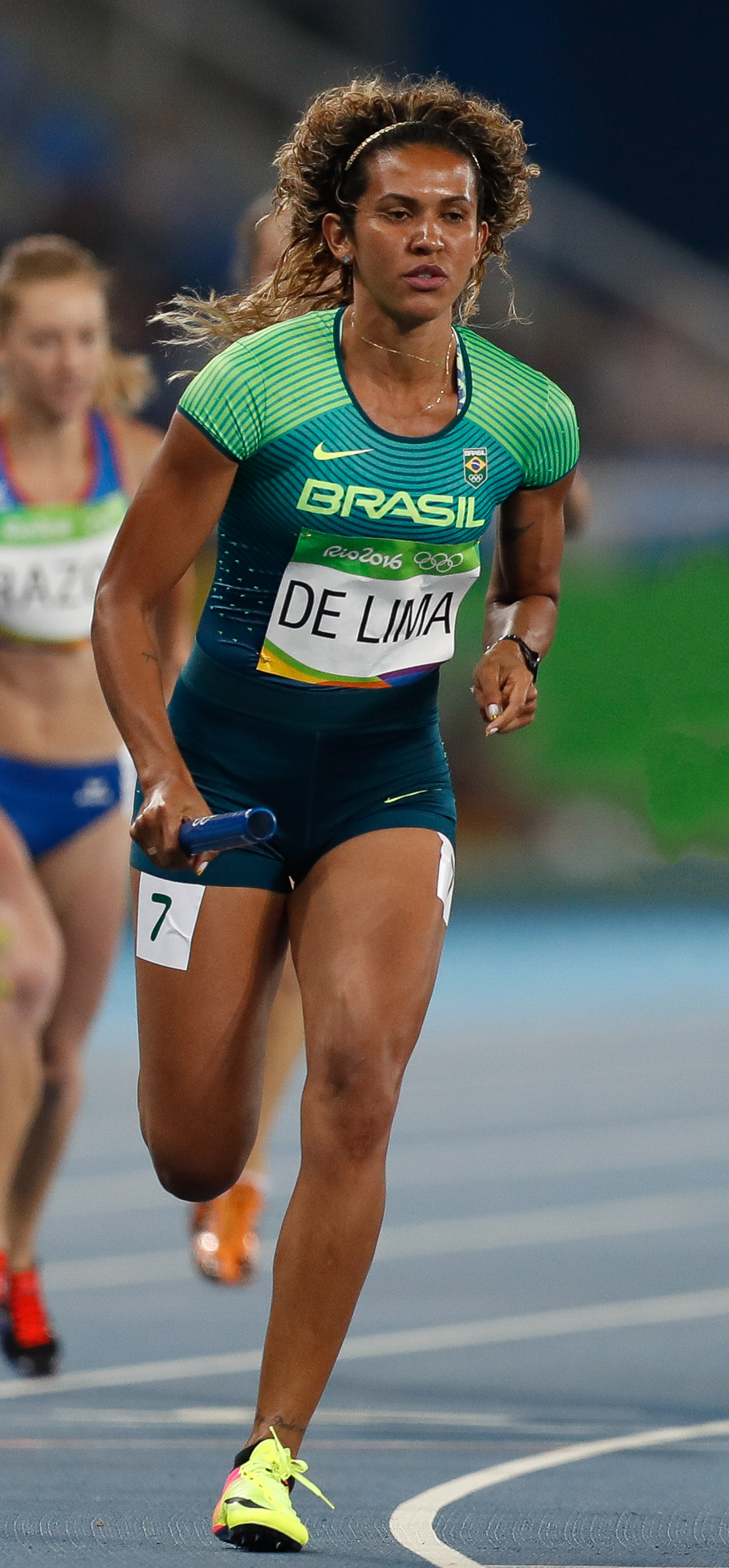
Jaílma de Lima – ausgeschieden als Sechste des dritten Vorlaufs
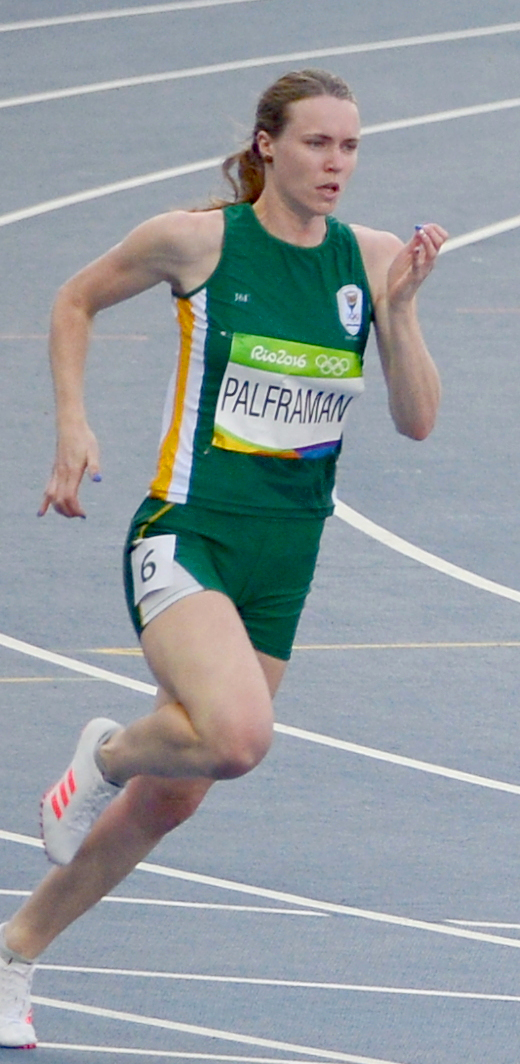
Justine Palframan – ausgeschieden als Siebte des dritten Vorlaufs

13. August 2016, 11:14 Uhr
| Platz | Name                   | Nation    | Zeit (s) | Anmerkung |
| ----- | ---------------------- | --------- | -------- | --------- |
| 1     | Phyllis Francis        | USA       | 50,58    |           |
| 2     | Kemi Adekoya           | Bahrain   | 50,72    | NR        |
| 3     | Margaret Bamgbose      | Nigeria   | 51,43    |           |
| 4     | Patrycja Wyciszkiewicz | Polen     | 52,02    |           |
| 5     | Alicia Brown           | Kanada    | 52,27    |           |
| 6     | Jaílma de Lima         | Brasilien | 52,65    |           |
| 7     | Justine Palframan      | Südafrika | 53,96    |           |

### Lauf 4

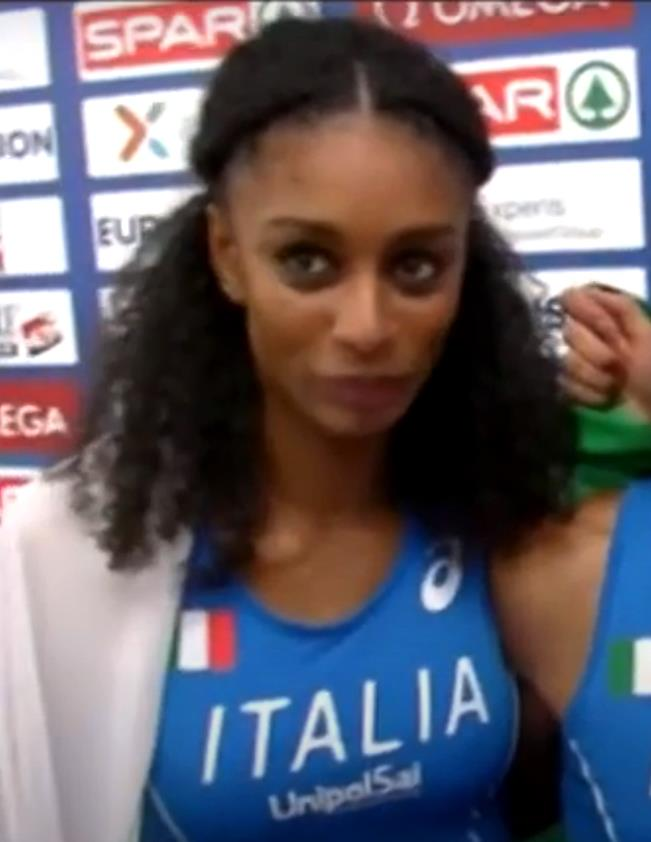
Maria Benedicta Chigbolu – ausgeschieden als Dritte des vierten Vorlaufs
Lydia Jele – ausgeschieden als Vierte des vierten Vorlaufs
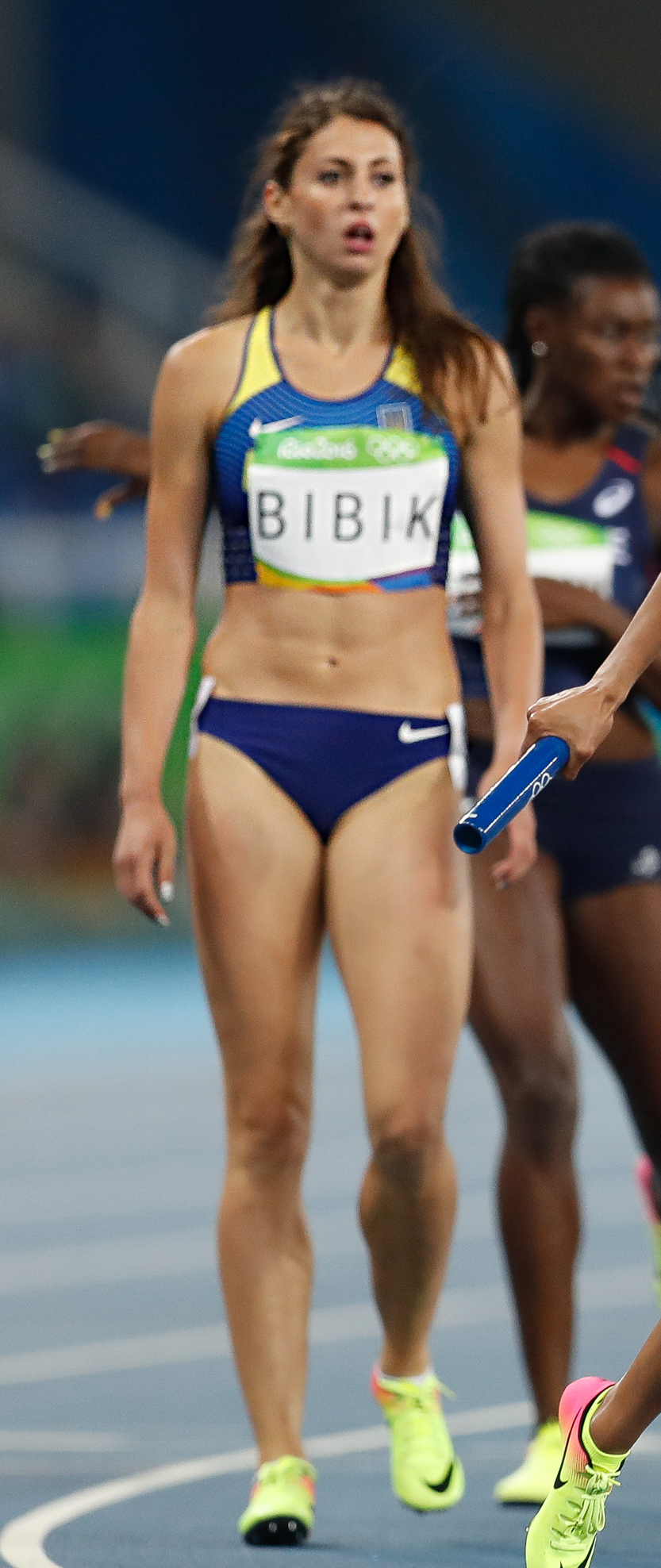
Olha Bibik – ausgeschieden als Fünfte des vierten Vorlaufs

13. August 2016, 11:21 Uhr
| Platz | Name                     | Nation         | Zeit (s) | Anmerkung |
| ----- | ------------------------ | -------------- | -------- | --------- |
| 1     | Natasha Hastings         | USA            | 51,31    |           |
| 2     | Christine Ohuruogu       | Großbritannien | 51,40    |           |
| 3     | Maria Benedicta Chigbolu | Italien        | 52,06    |           |
| 4     | Lydia Jele               | Botswana       | 52,24    |           |
| 5     | Olha Bibik               | Ukraine        | 52,33    |           |
| 6     | Kendra Clarke            | Kanada         | 53,61    |           |
| 7     | Vijona Kryeziu           | Kosovo         | 54,30    | NR        |

### Lauf 5

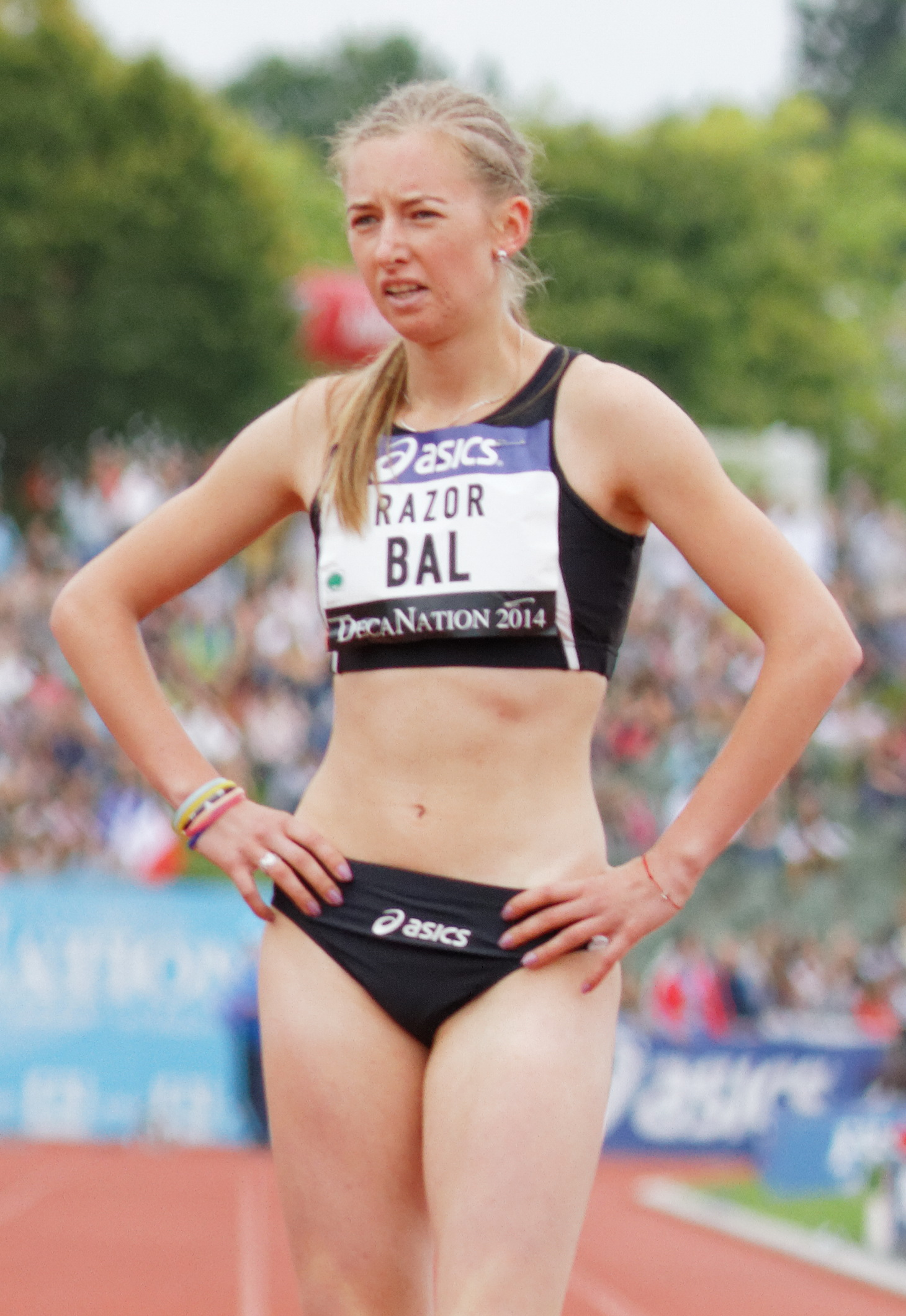
Bianca Răzor – ausgeschieden als Sechste des fünften Vorlaufs

13. August 2016, 11:28 Uhr
| Platz | Name             | Nation                         | Zeit (s) |
| ----- | ---------------- | ------------------------------ | -------- |
| 1     | Shaunae Miller   | Bahamas                        | 51,16    |
| 2     | Morgan Mitchell  | Australien                     | 51,30    |
| 3     | Ruth Spelmeyer   | Deutschland                    | 51,43    |
| 4     | Emily Diamond    | Großbritannien                 | 51,76    |
| 5     | Kanika Beckles   | Grenada                        | 52,41    |
| 6     | Bianca Răzor     | Rumänien                       | 52,42    |
| 7     | Kineke Alexander | St. Vincent und die Grenadinen | 52,45    |

### Lauf 6

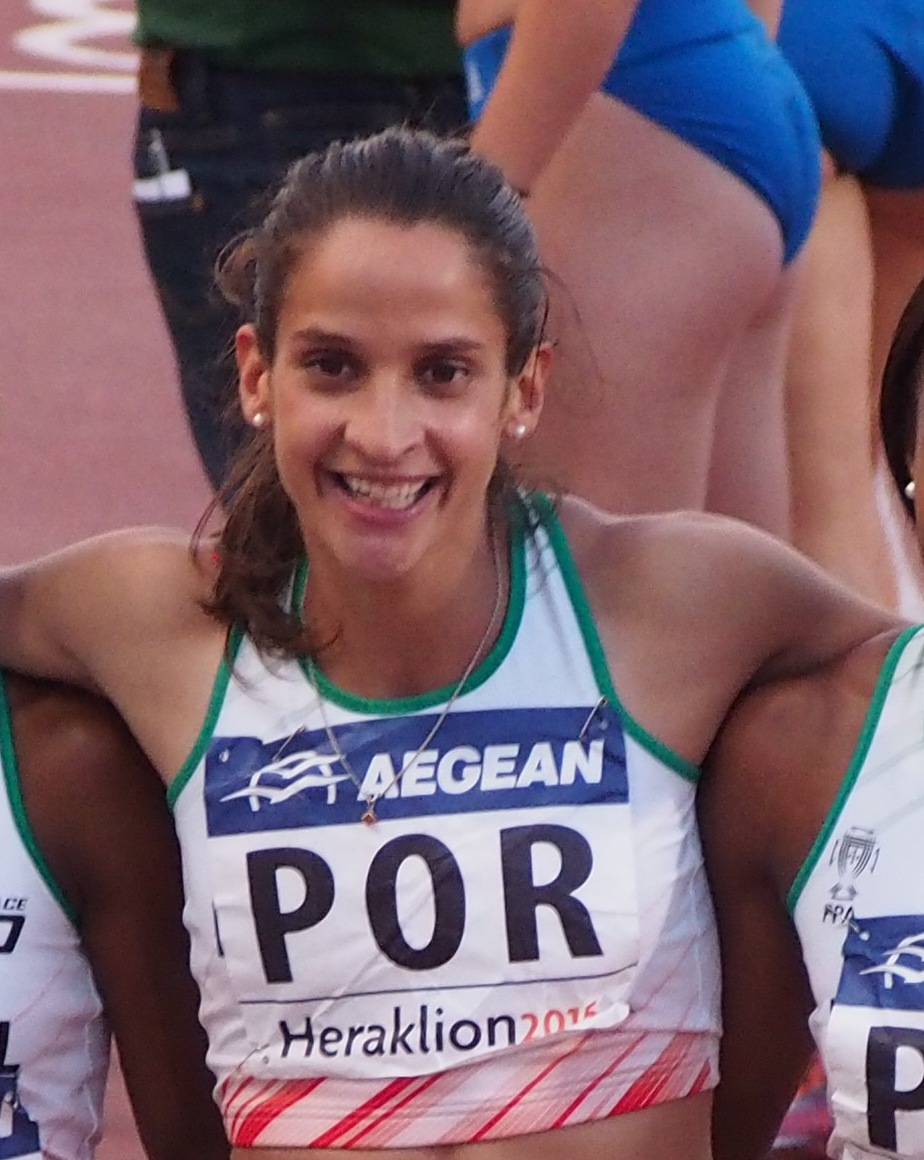
Cátia Azevedo – ausgeschieden als Vierte des sechsten Vorlaufs
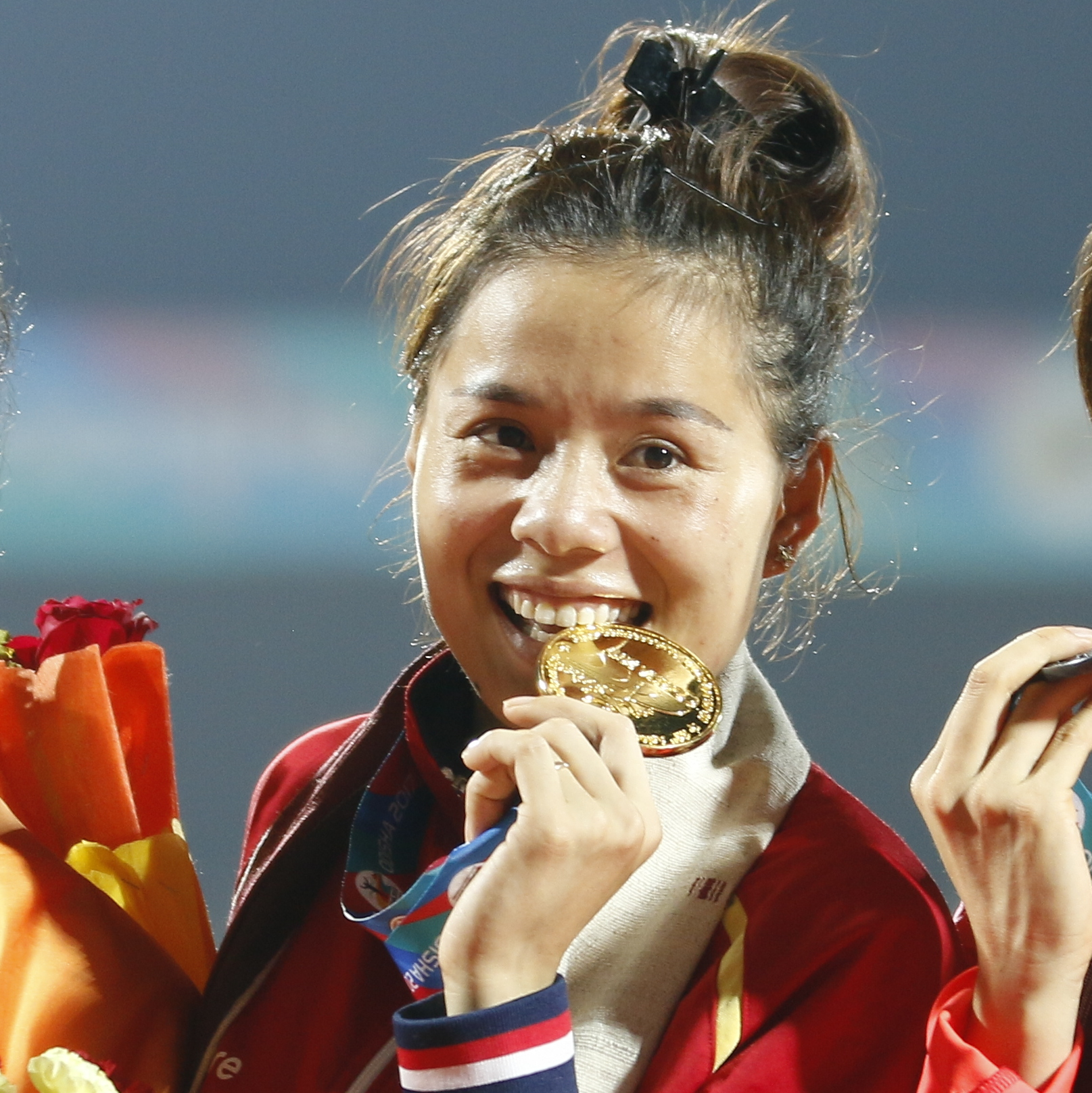
Nguyễn Thị Huyền – ausgeschieden als Sechste des sechsten Vorlaufs
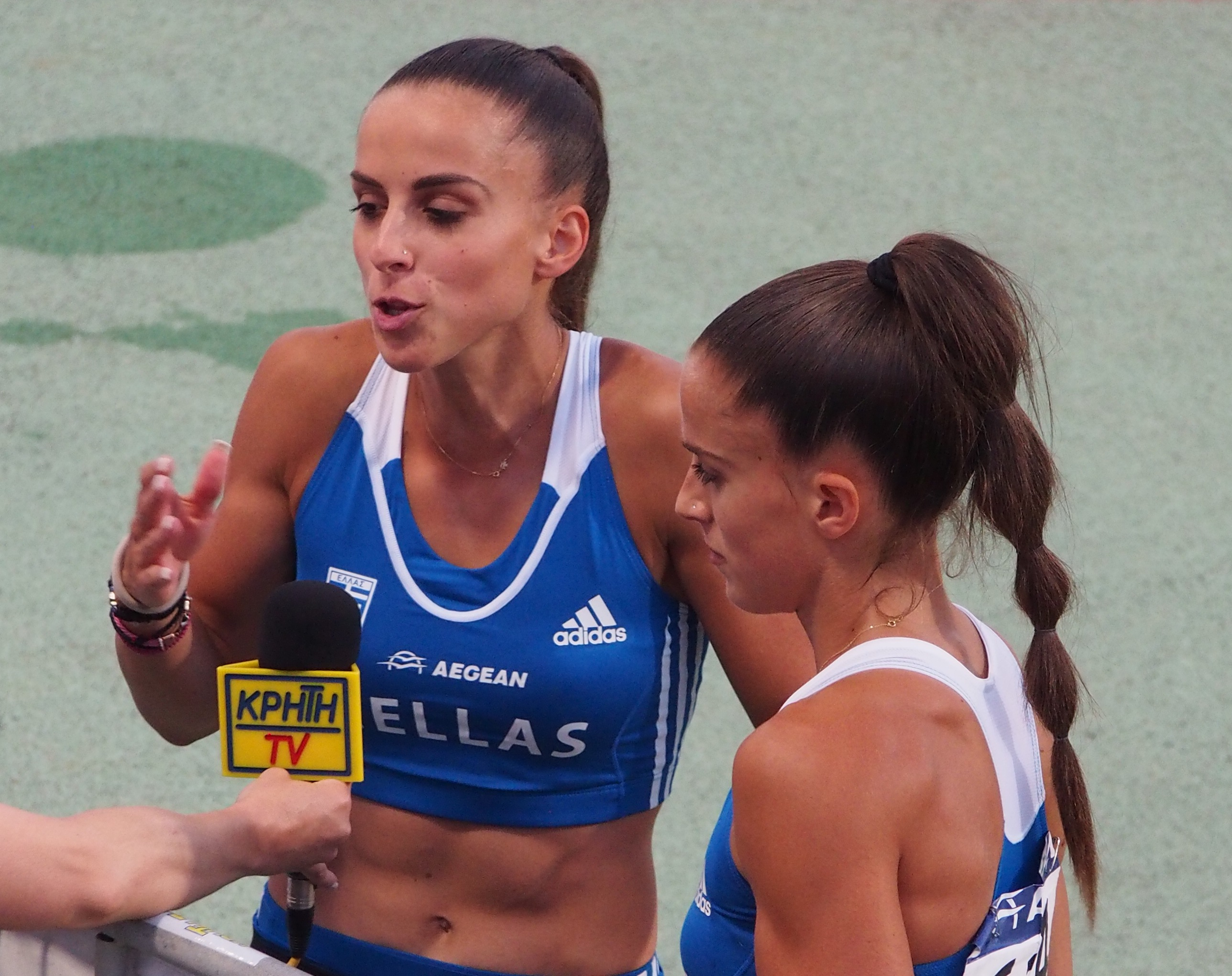
Irini Vasiliou (links) – ausgeschieden als Siebte des sechsten Vorlaufs

13. August 2016, 11:35 Uhr
| Platz | Name             | Nation       | Zeit (s) |
| ----- | ---------------- | ------------ | -------- |
| 1     | Salwa Eid Naser  | Bahrain      | 51,06    |
| 2     | Libania Grenot   | Italien      | 51,17    |
| 3     | Floria Gueï      | Frankreich   | 51,29    |
| 4     | Cátia Azevedo    | Portugal     | 52,38    |
| 5     | Mariam Kromah    | Liberia      | 52,79    |
| 6     | Nguyễn Thị Huyền | Vietnam      | 52,97    |
| 7     | Irini Vasiliou   | Griechenland | 54,37    |
| 8     | Maryan Nuh Muse  | Somalia      | 70,14    |

### Lauf 7

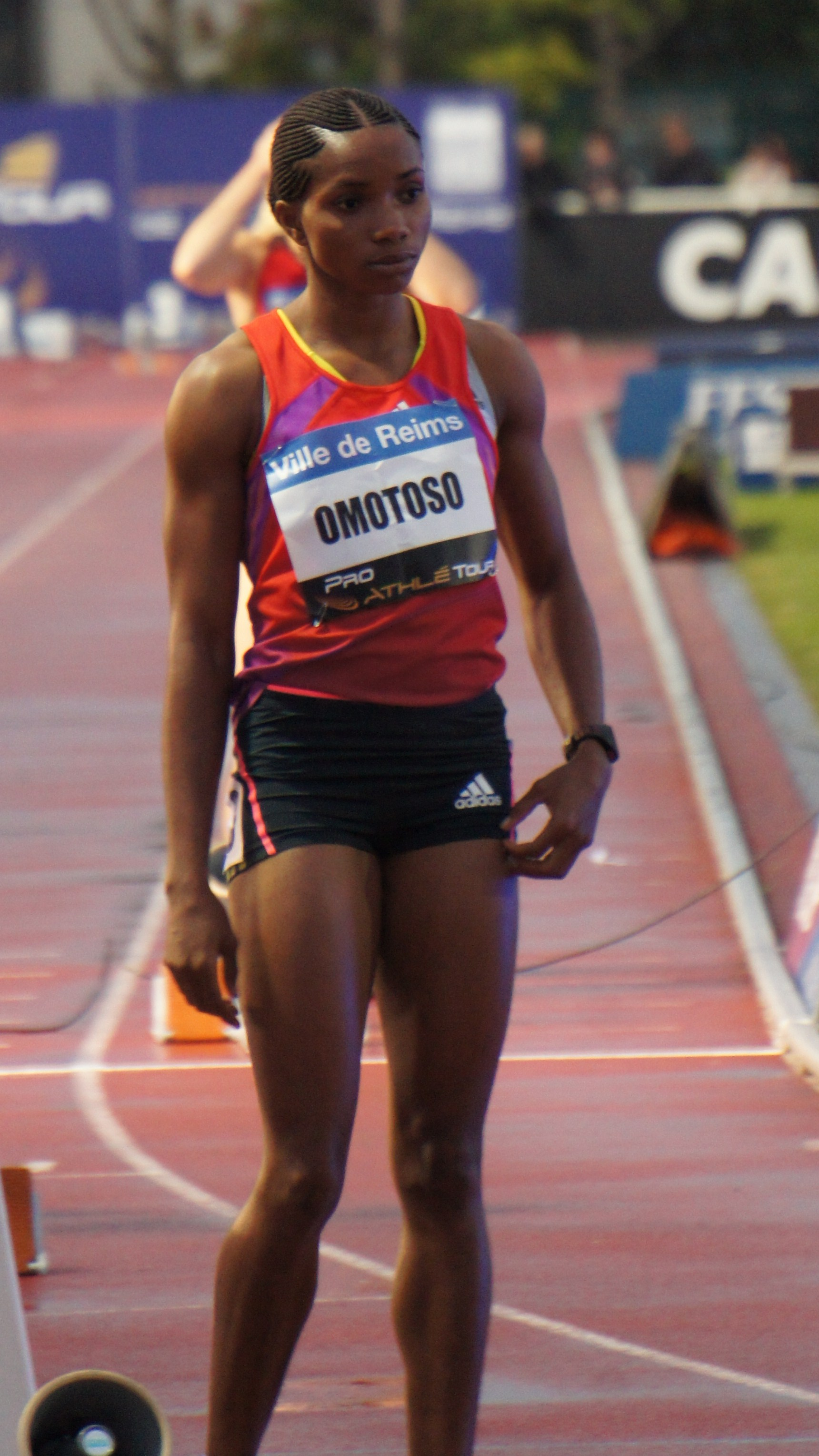
Omolara Omotosho – ausgeschieden als Fünfte des siebten Vorlaufs

12. August 2016, 11:42 Uhr
| Platz | Name                   | Nation     | Zeit (s) |
| ----- | ---------------------- | ---------- | -------- |
| 1     | Shericka Jackson       | Jamaika    | 51,73    |
| 2     | Kabange Mupopo         | Sambia     | 51,76    |
| 3     | Justyna Święty         | Polen      | 51,82    |
| 4     | Christine Botlogetswe  | Botswana   | 52,37    |
| 5     | Omolara Omotosho       | Nigeria    | 53,22    |
| 6     | Elina Michina          | Kasachstan | 53,83    |
| 7     | Dalal Mesfer al-Harith | Katar      | 67,12    |

### Lauf 8

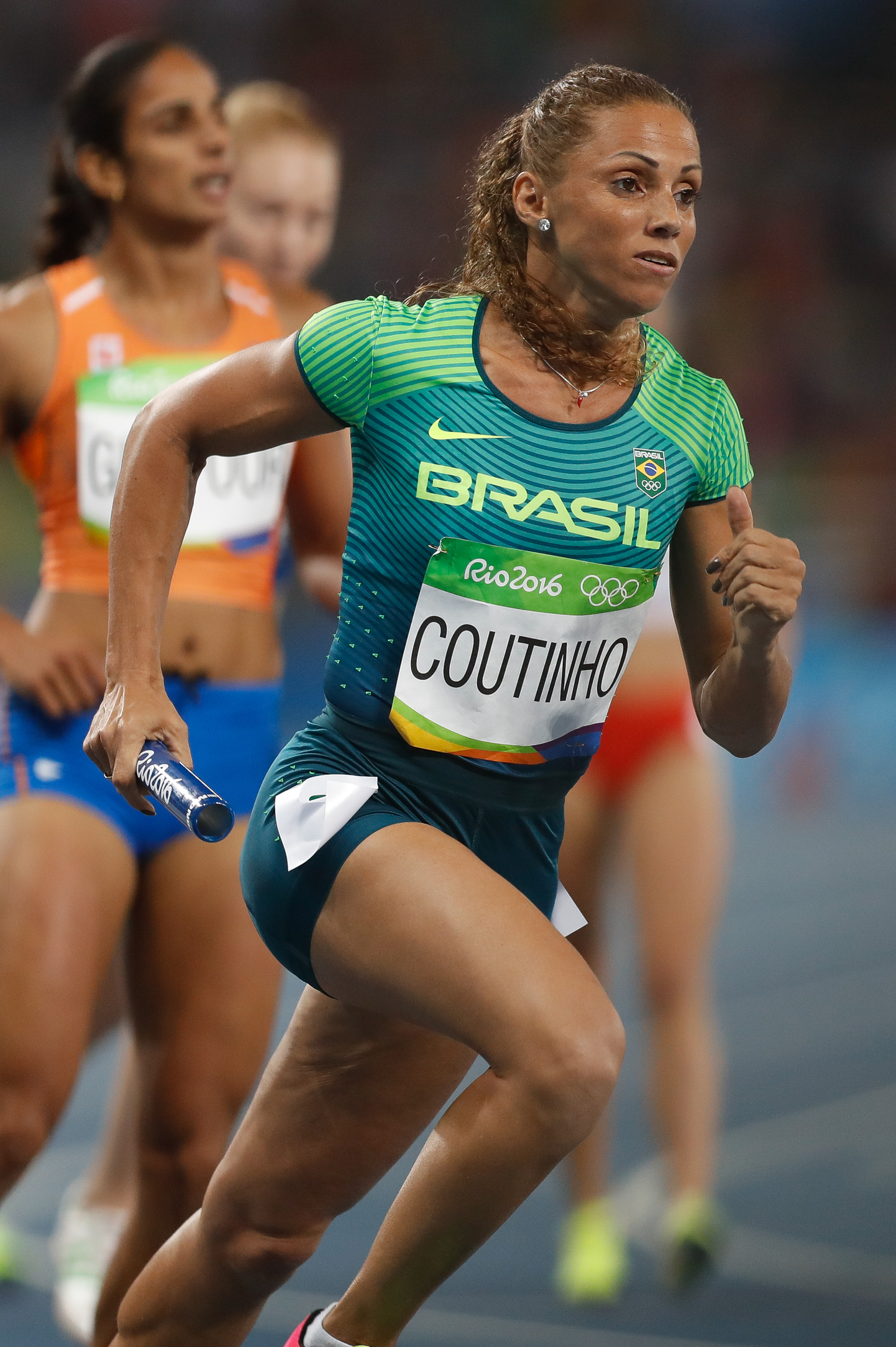
Geisa Aparecida Coutinho – ausgeschieden als Vierte des achten Vorlaufs

13. August 2016, 11:49 Uhr
| Platz | Name                     | Nation     | Zeit (s) | Anmerkung |
| ----- | ------------------------ | ---------- | -------- | --------- |
| 1     | Christine Day            | Jamaika    | 51,54    |           |
| 2     | Carline Muir             | Kanada     | 51,57    |           |
| 3     | Małgorzata Hołub         | Polen      | 51,80    |           |
| 4     | Geisa Aparecida Coutinho | Brasilien  | 52,05    |           |
| 5     | Aliyah Abrams            | Guyana     | 52,79    |           |
| 6     | Mariama Mamoudou Ittatou | Niger      | 54,32    | NR        |
| DOP   | Anastassija Kudinowa     | Kasachstan | 56,03    | [ 5 ]     |

## Halbfinale
Das Halbfinale umfasste drei Läufe. Für das Finale qualifizierten sich pro Lauf die ersten beiden Athletinnen. Darüber hinaus kamen die zwei Zeitschnellsten, die sogenannten Lucky Loser, weiter. Die direkt qualifizierten Läuferinnen sind hellblau, die Lucky Loser hellgrün unterlegt.

### Lauf 1

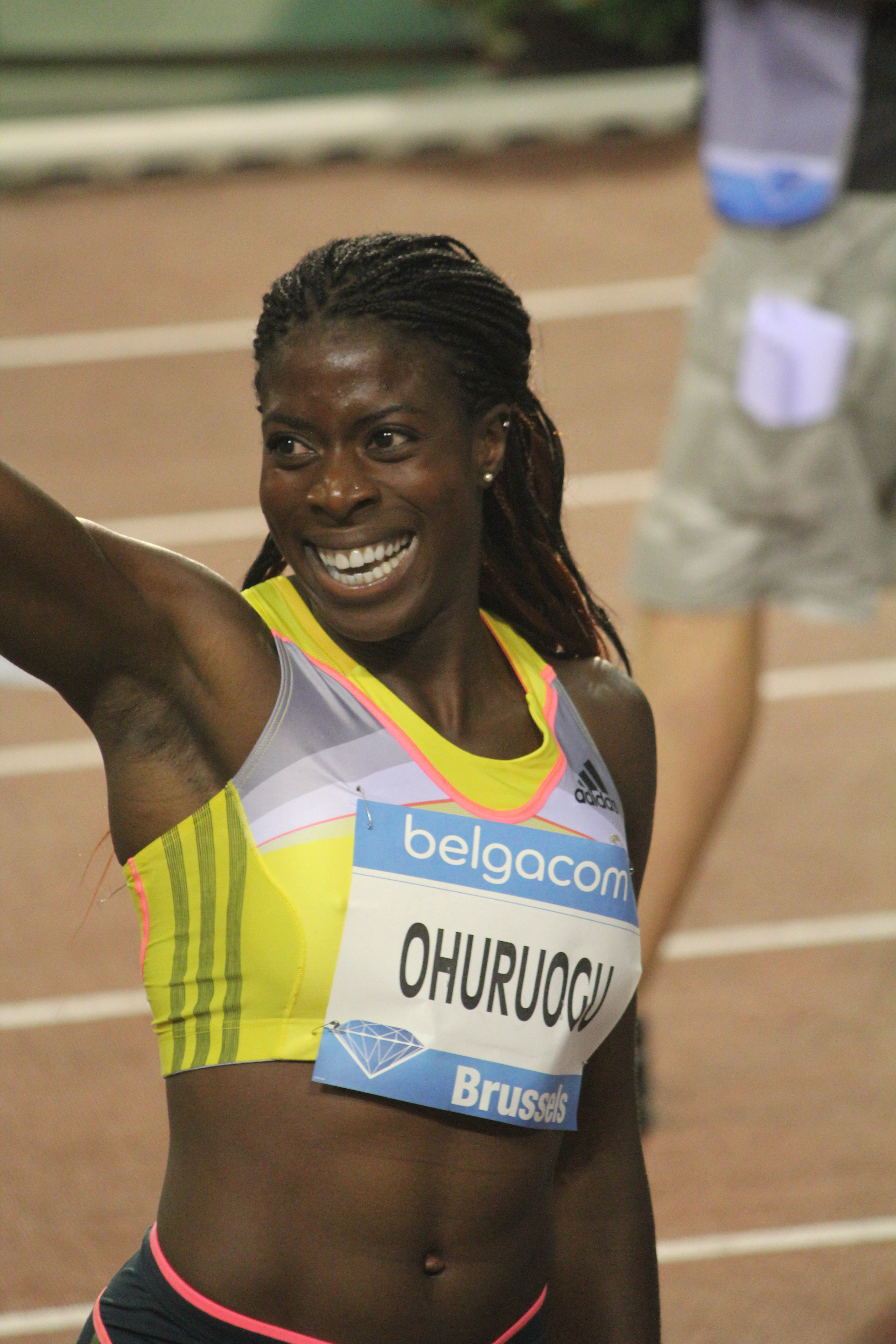
Christine Ohuruogu – ausgeschieden als Vierte des ersten Halbfinals
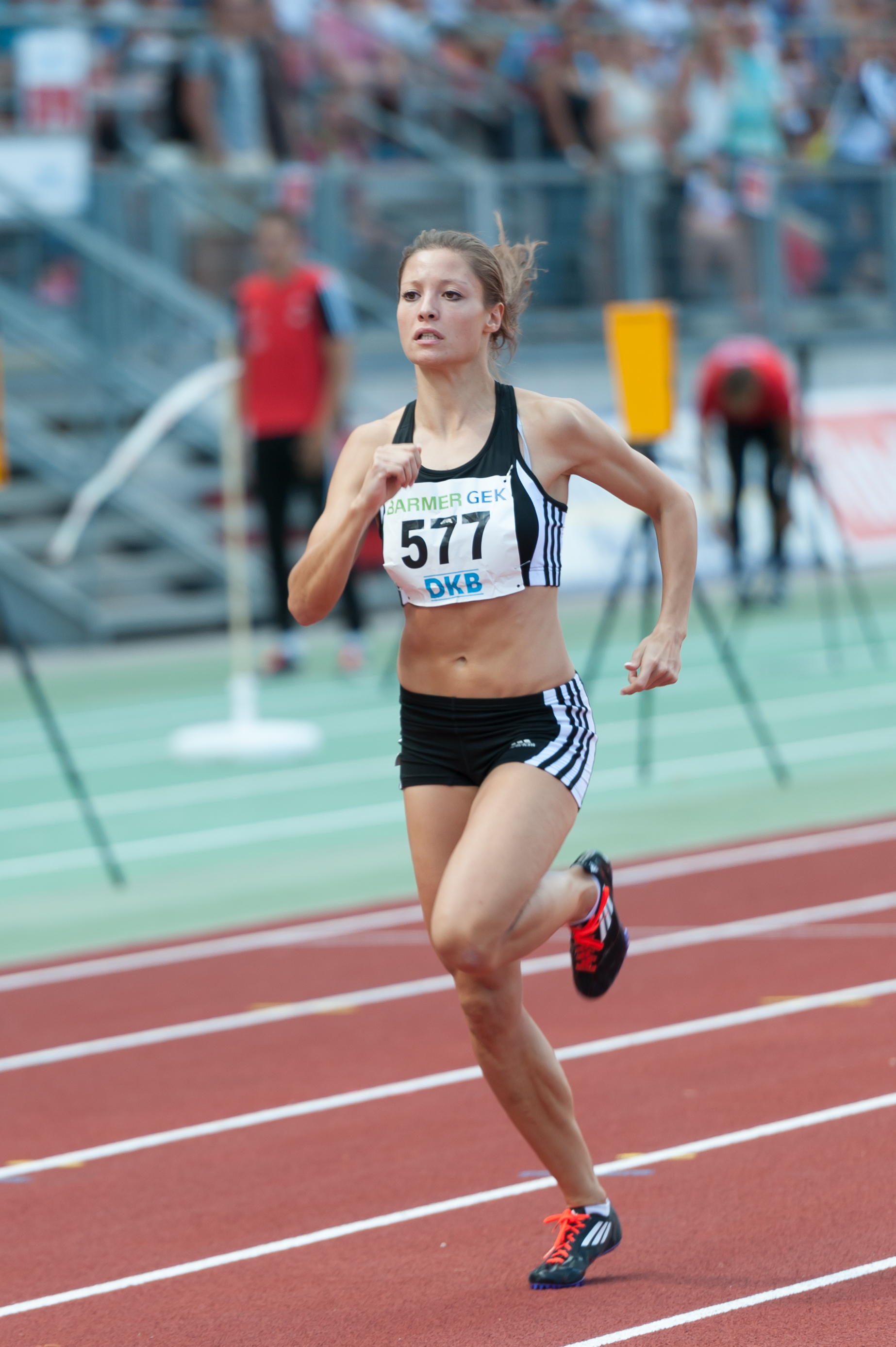
Ruth Spelmeyer – ausgeschieden als Fünfte des ersten Halbfinals
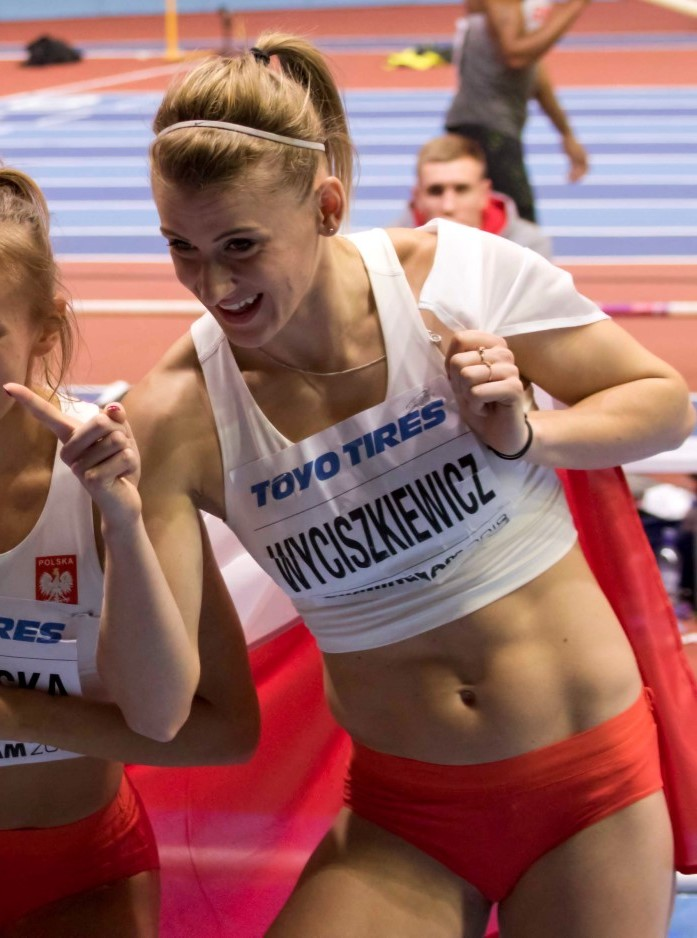
Patrycja Wyciszkiewicz – ausgeschieden als Siebte des ersten Halbfinals

14. August 2016, 20:35 Uhr
| Platz | Name                    | Nation         | Zeit (s) | Anmerkung                                |
| ----- | ----------------------- | -------------- | -------- | ---------------------------------------- |
| 1     | Phyllis Francis         | USA            | 50,31    |                                          |
| 2     | Stephenie Ann McPherson | Jamaika        | 50,69    |                                          |
| 3     | Kemi Adekoya            | Bahrain        | 50,88    | eventuell um die Finalteilnahme gebracht |
| 4     | Christine Ohuruogu      | Großbritannien | 51,22    |                                          |
| 5     | Ruth Spelmeyer          | Deutschland    | 51,61    |                                          |
| 6     | Margaret Bamgbose       | Nigeria        | 51,92    |                                          |
| 7     | Patrycja Wyciszkiewicz  | Polen          | 52,51    |                                          |
| DOP   | Olha Semljak            | Ukraine        | 50,75    | für das Finale zugelassen                |

### Lauf 2
14. August 2016, 20:42 Uhr
| Platz | Name             | Nation         | Zeit (s) | Anmerkung                                |
| ----- | ---------------- | -------------- | -------- | ---------------------------------------- |
| 1     | Shericka Jackson | Jamaika        | 49,83    |                                          |
| 2     | Natasha Hastings | USA            | 49,90    |                                          |
| 3     | Salwa Eid Naser  | Bahrain        | 50,88    | eventuell um die Finalteilnahme gebracht |
| 4     | Floria Gueï      | Frankreich     | 51,08    |                                          |
| 5     | Carline Muir     | Kanada         | 51,11    |                                          |
| 6     | Emily Diamond    | Großbritannien | 51,49    |                                          |
| 7     | Małgorzata Hołub | Polen          | 51,93    |                                          |
| 8     | Morgan Mitchell  | Australien     | 52,68    |                                          |

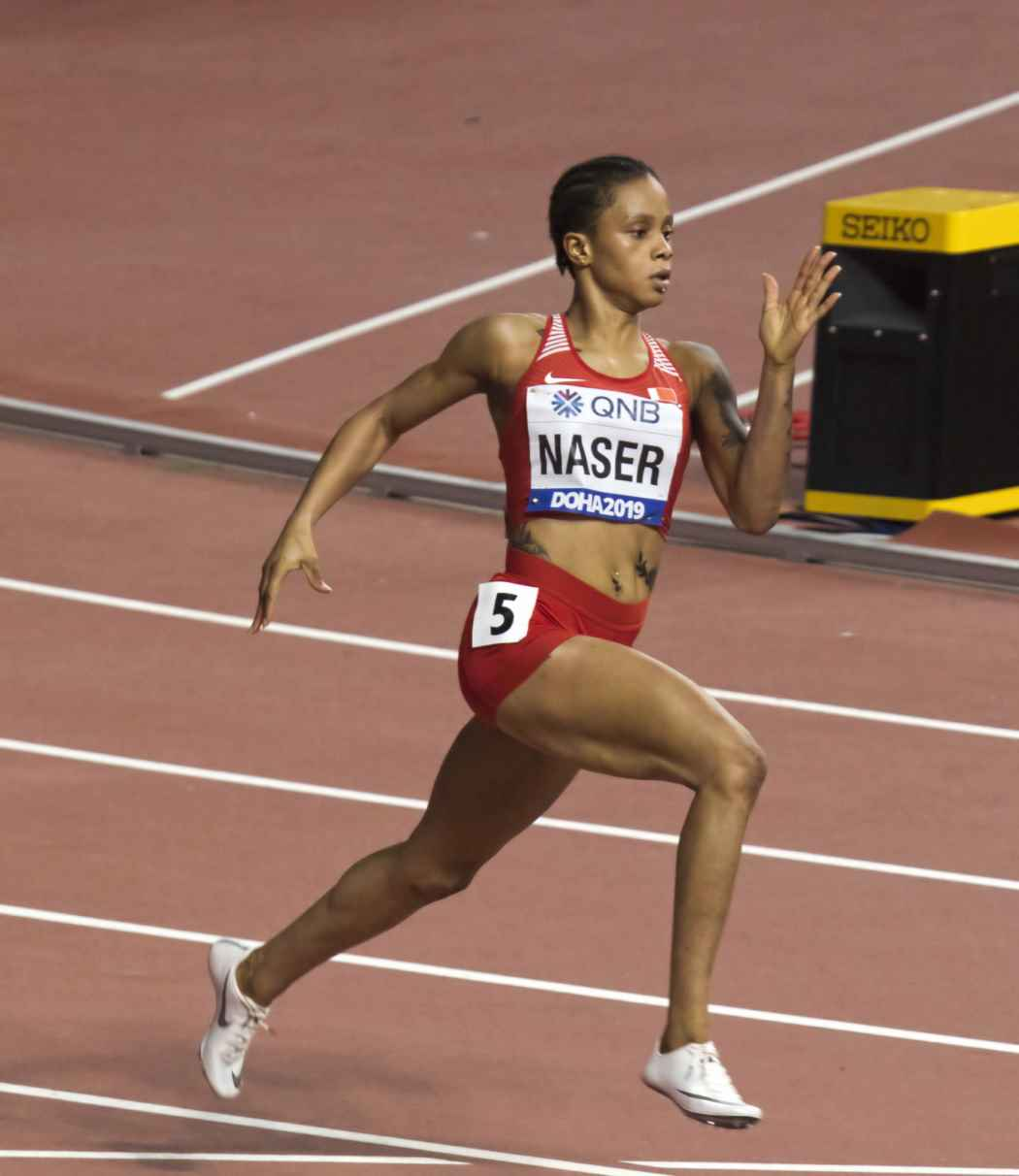
Salwa Eid Naser – ausgeschieden als Dritte des zweiten Halbfinals

Weitere im zweiten Halbfinale ausgeschiedene Läuferinnen:

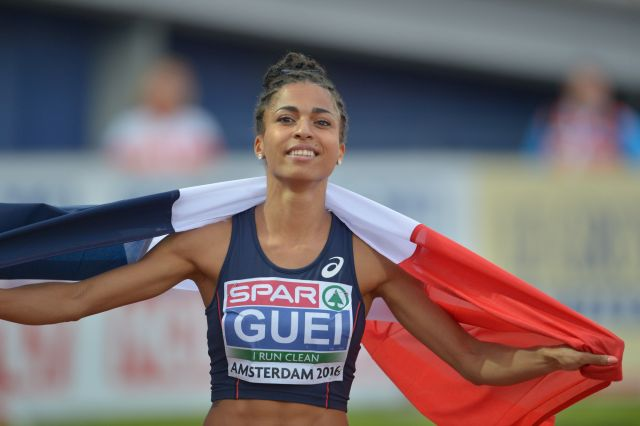
Floria Gueï – Rang vier
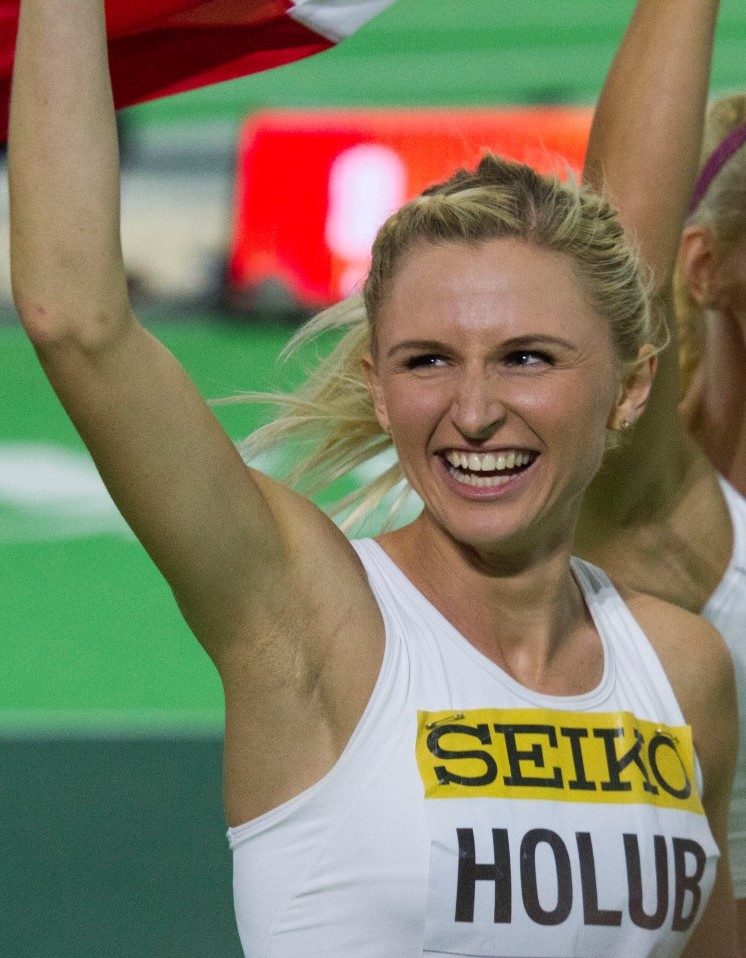
Małgorzata Hołub – Rang sieben
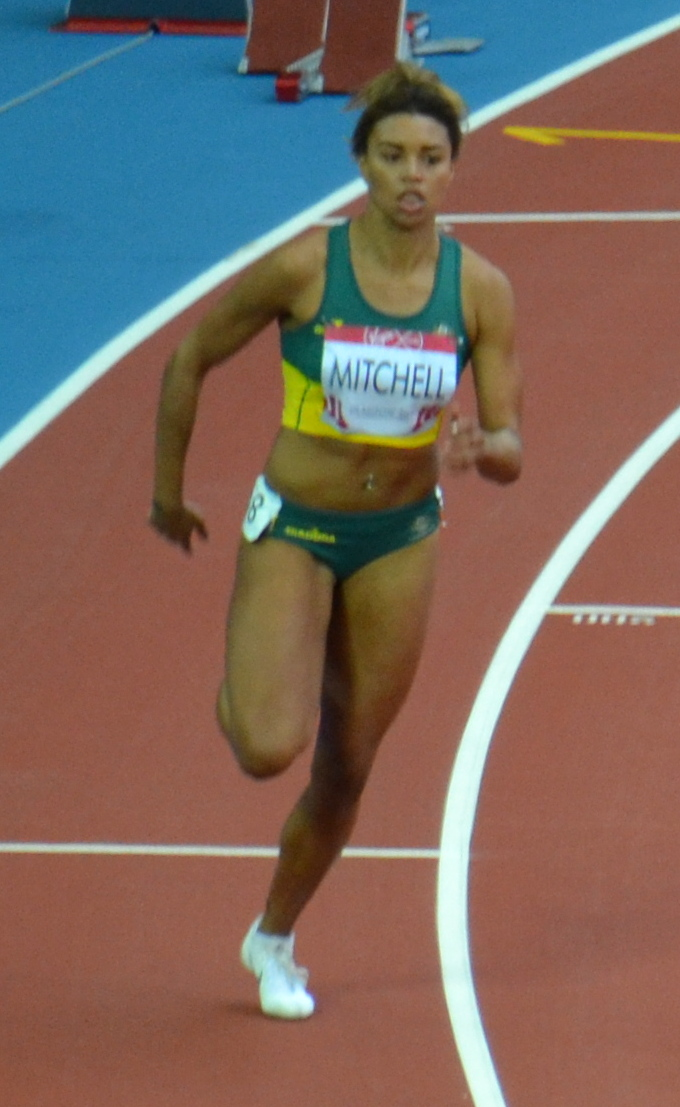
Morgan Mitchell – Rang acht

### Lauf 3
- Christine Day – ausgeschieden
als Vierte des dritten Halbfinals
- Justyna Święty – ausgeschieden
als Fünfte des dritten Halbfinals

14. August 2016, 20:49 Uhr
| Platz | Name                 | Nation     | Zeit (s) |
| ----- | -------------------- | ---------- | -------- |
| 1     | Allyson Felix        | USA        | 49,67    |
| 2     | Shaunae Miller       | Bahamas    | 49,91    |
| 3     | Libania Grenot       | Italien    | 50,60    |
| 4     | Christine Day        | Jamaika    | 51,53    |
| 5     | Justyna Święty       | Polen      | 51,62    |
| 6     | Anneliese Rubie      | Australien | 51,96    |
| 7     | Kabange Mupopo       | Sambia     | 52,04    |
| 8     | Patience Okon George | Nigeria    | 52,52    |

## Finale
15. August 2016, 23:05 Uhr
| Platz | Name                    | Nation  | Zeit (s) | Anmerkung |
| ----- | ----------------------- | ------- | -------- | --------- |
| 1     | Shaunae Miller          | Bahamas | 49,44    |           |
| 2     | Allyson Felix           | USA     | 49,51    |           |
| 3     | Shericka Jackson        | Jamaika | 49,85    |           |
| 4     | Natasha Hastings        | USA     | 50,34    |           |
| 5     | Phyllis Francis         | USA     | 50,41    |           |
| 6     | Stephenie Ann McPherson | Jamaika | 50,97    |           |
| 7     | Libania Grenot          | Italien | 51,25    |           |
| DOP   | Olha Semljak            | Ukraine | 51,24    | [ 2 ]     |

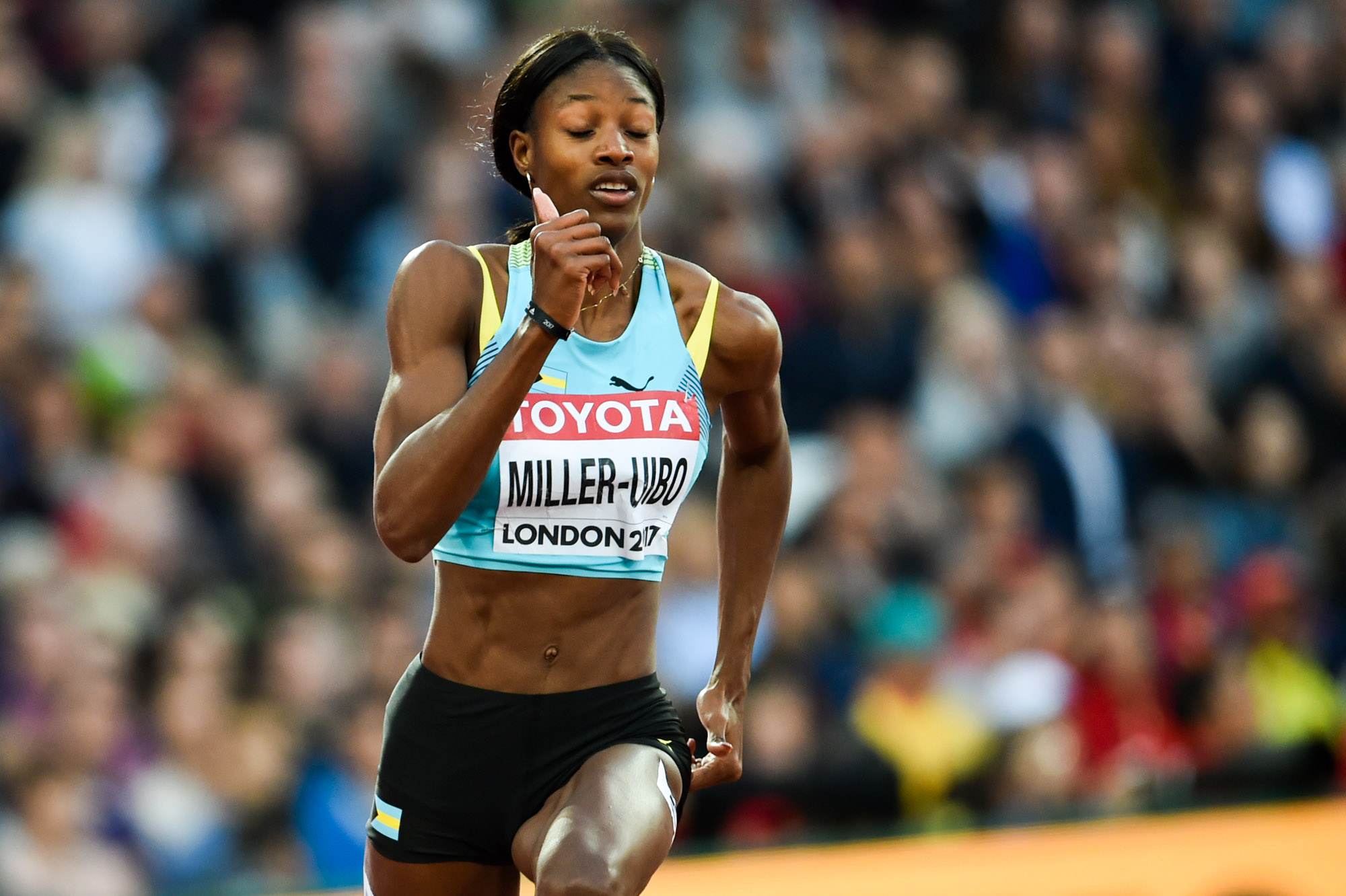
Olympiasiegerin wurde Vizeweltmeisterin Shaunae Miller

Für das Finale hatten sich alle drei US-Amerikanerinnen sowie zwei Jamaikanerinnen qualifiziert. Komplettiert wurde das Feld durch je eine Starterin von den Bahamas, aus Italien und der Ukraine. Die ukrainische Läuferin Olha Semljak stellte sich allerdings nachträglich als gedopt heraus, ihr siebter Platz wurde ihr wie im Abschnitt "Doping" oben beschrieben aberkannt.
Als Favoritin galt die US-amerikanische Weltmeisterin und Olympiasiegerin von 2012 Allyson Felix. Sie wollte die erste Leichtathletin mit fünf Olympiasiegen werden. 2008 in Peking und 2012 in London hatte sie mit der 4-mal-100-Meter-Staffel gewonnen. In London war sie zudem Olympiasiegerin mit der 4-mal-400-Meter-Staffel und über 200 Meter geworden. Ihre stärkste Gegnerin war Vizeweltmeisterin Shaunae Miller von den Bahamas. Stark einzuschätzen war auch die jamaikanische WM-Dritte Shericka Jackson.
Felix startete auf Bahn vier, Miller auf Bahn sieben. Nach dem Start schloss die US-Läuferin Natasha Hastings zu Miller auf, doch auf der Gegengeraden konnte Miller einen Vorsprung herauslaufen. Eingangs der Zielgeraden hatte sie drei Meter Vorsprung vor Hastings, hinter ihr folgte Felix. Auf der Zielgeraden schloss Felix zu Hastings auf und zog dann an ihr vorbei. Auch der führenden Miller kam sie immer näher. Felix und Miller lagen kurz vor dem Ziel nahezu gleichauf. Shaunae Miller sicherte sich mit einem Hechtsprung über die Ziellinie die Goldmedaille vor Allyson Felix. Shericka Jackson hatte derweil mit einer starken Schlussgeraden den Bronzeplatz erobert. Natasha Hastings wurde Vierte vor der US-Amerikanerin Phyllis Francis, der Jamaikanerin Stephenie Ann McPherson und Olha Semljak aus der Ukraine, die wie beschrieben später disqualifiziert wurde. So kam die amtierende Europameisterin Libania Grenot aus Italien auf den siebten Platz.

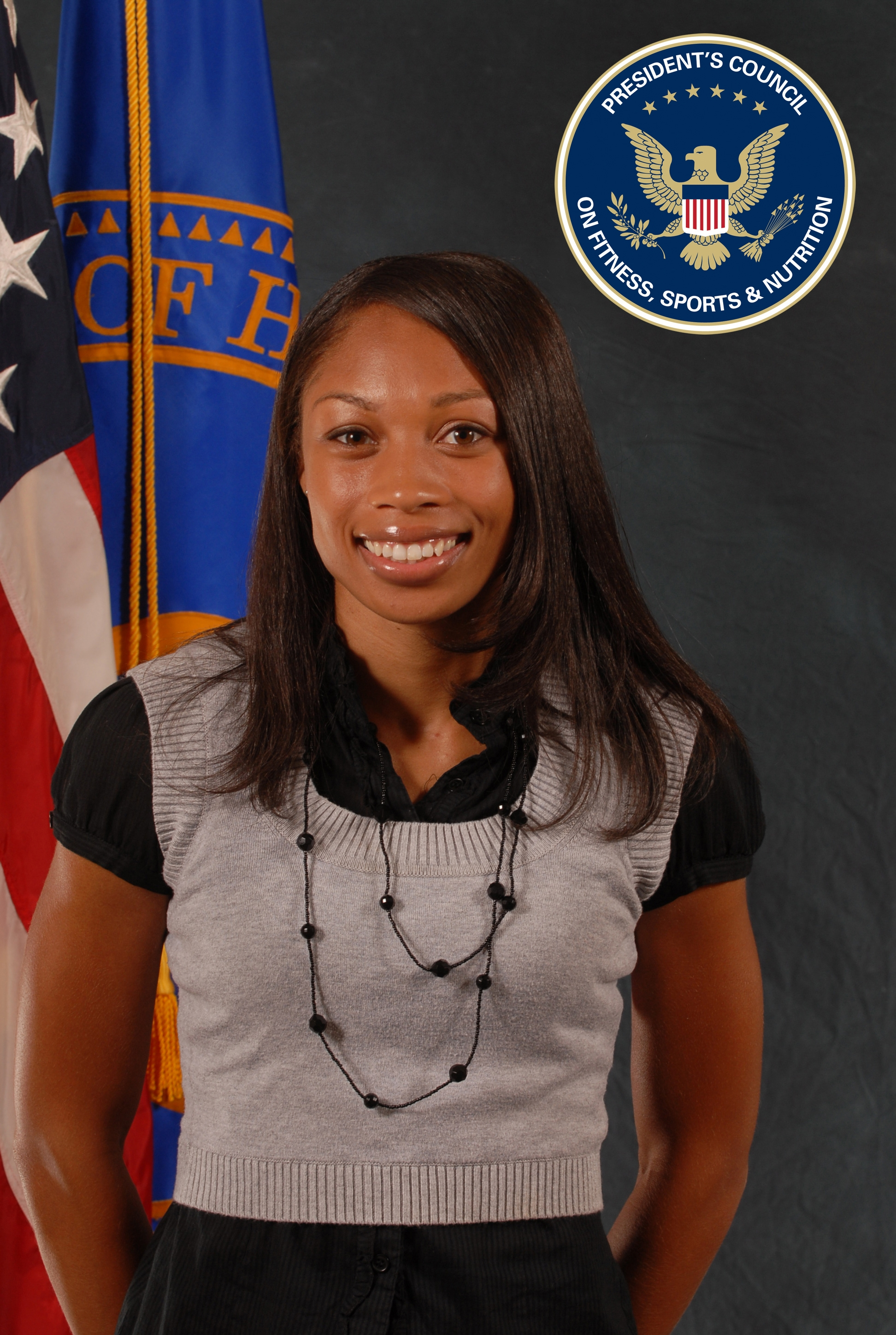
Silbermedaillengewinnerin: Allyson Felix
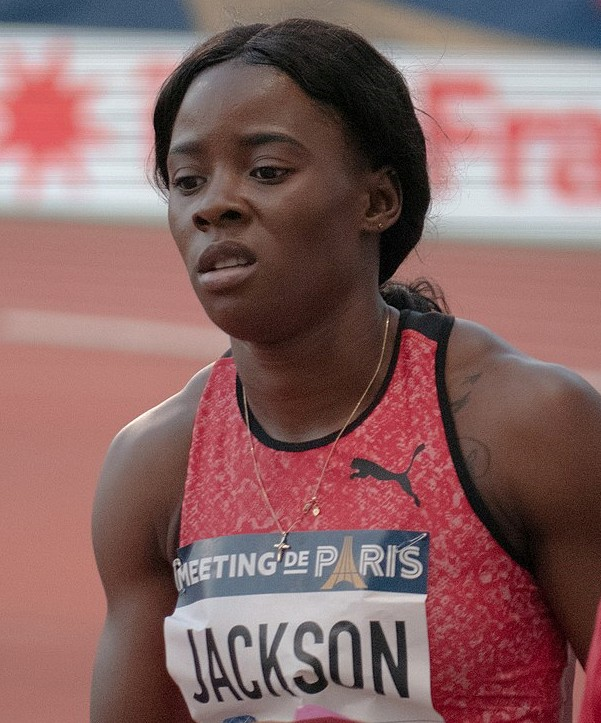
Bronzemedaillengewinnerin: Shericka Jackson Felix
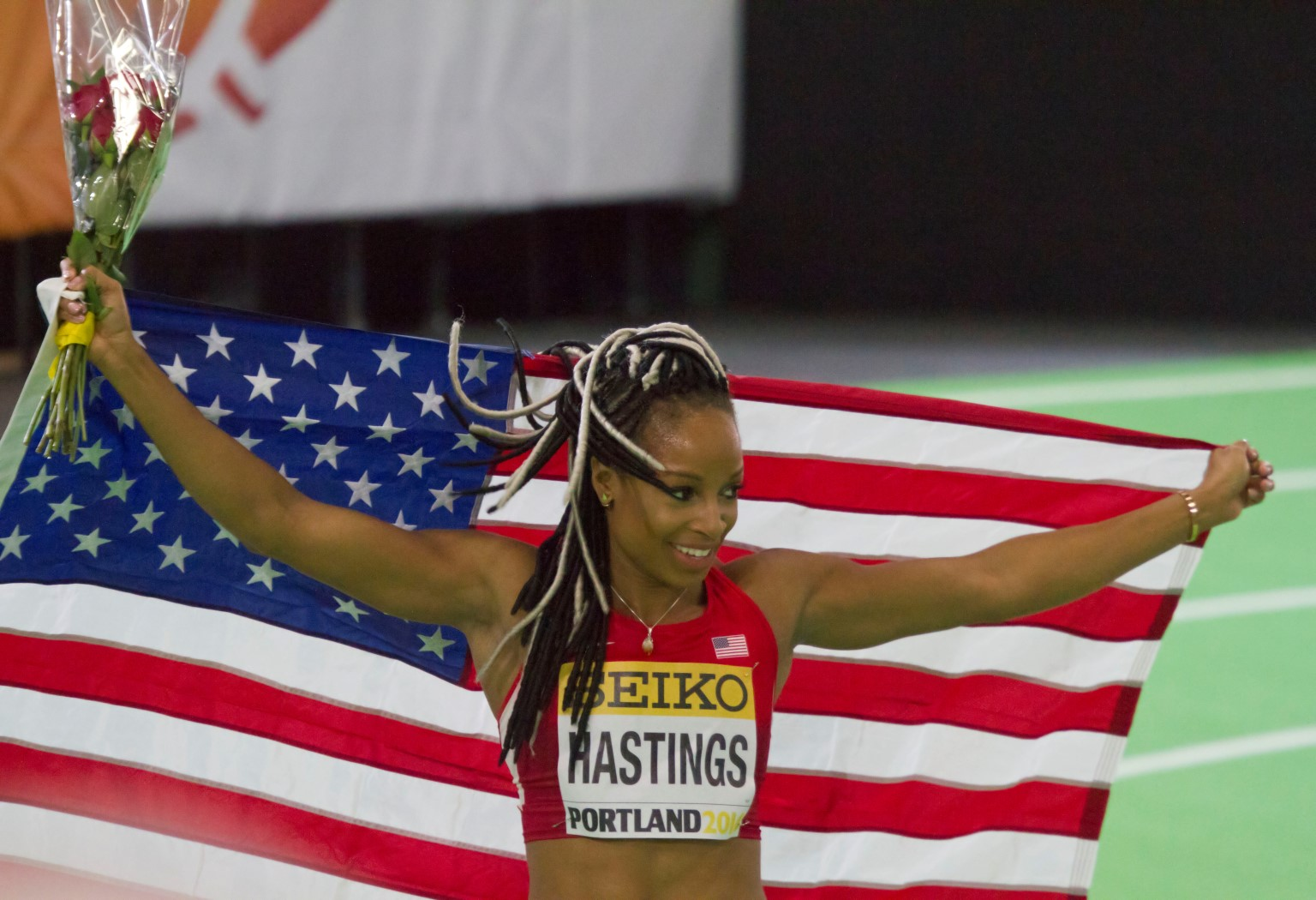
Natasha Hastings belegte Rang vier

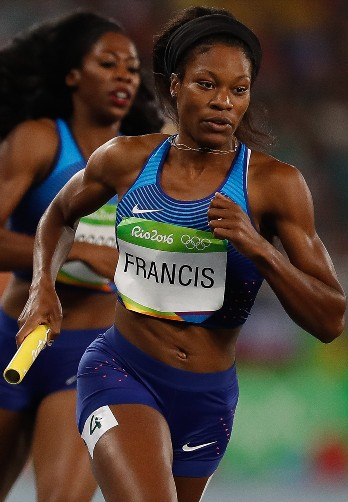
Phyllis Francis erreichte Platz fünf
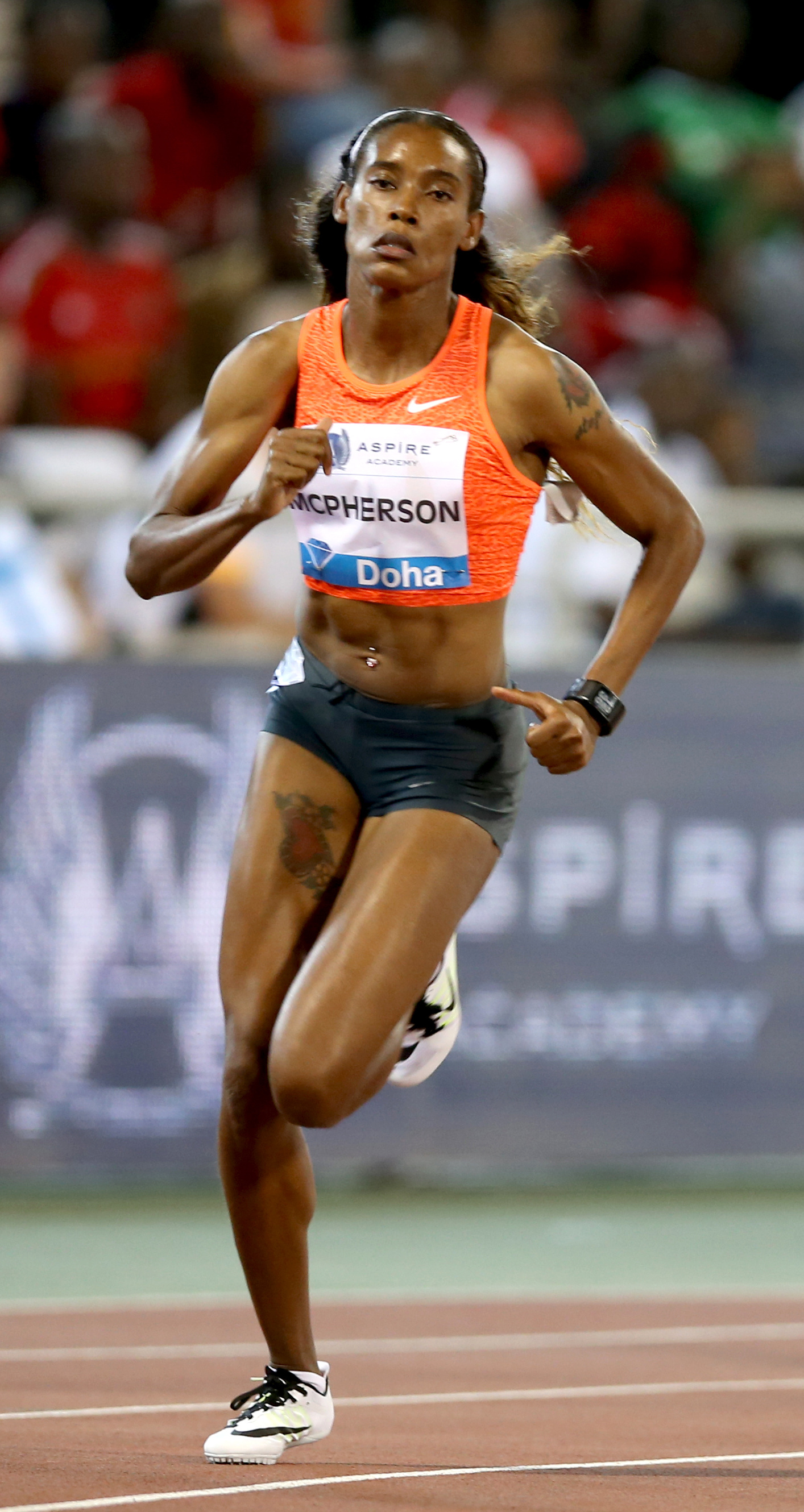
Stephenie Ann McPherson kam auf den sechsten Platz
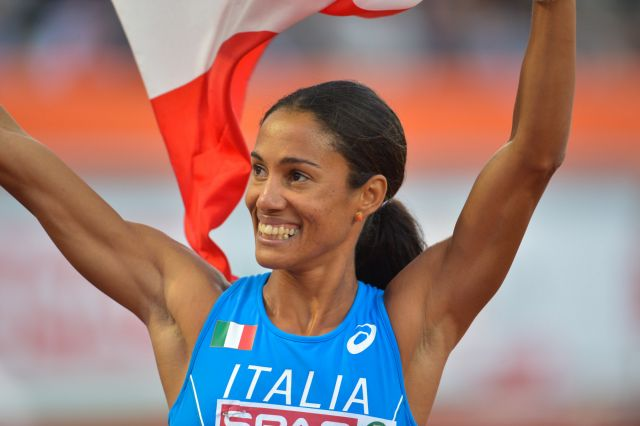
Die amtierende Europameisterin Libania Grenot wurde Olympiasiebte
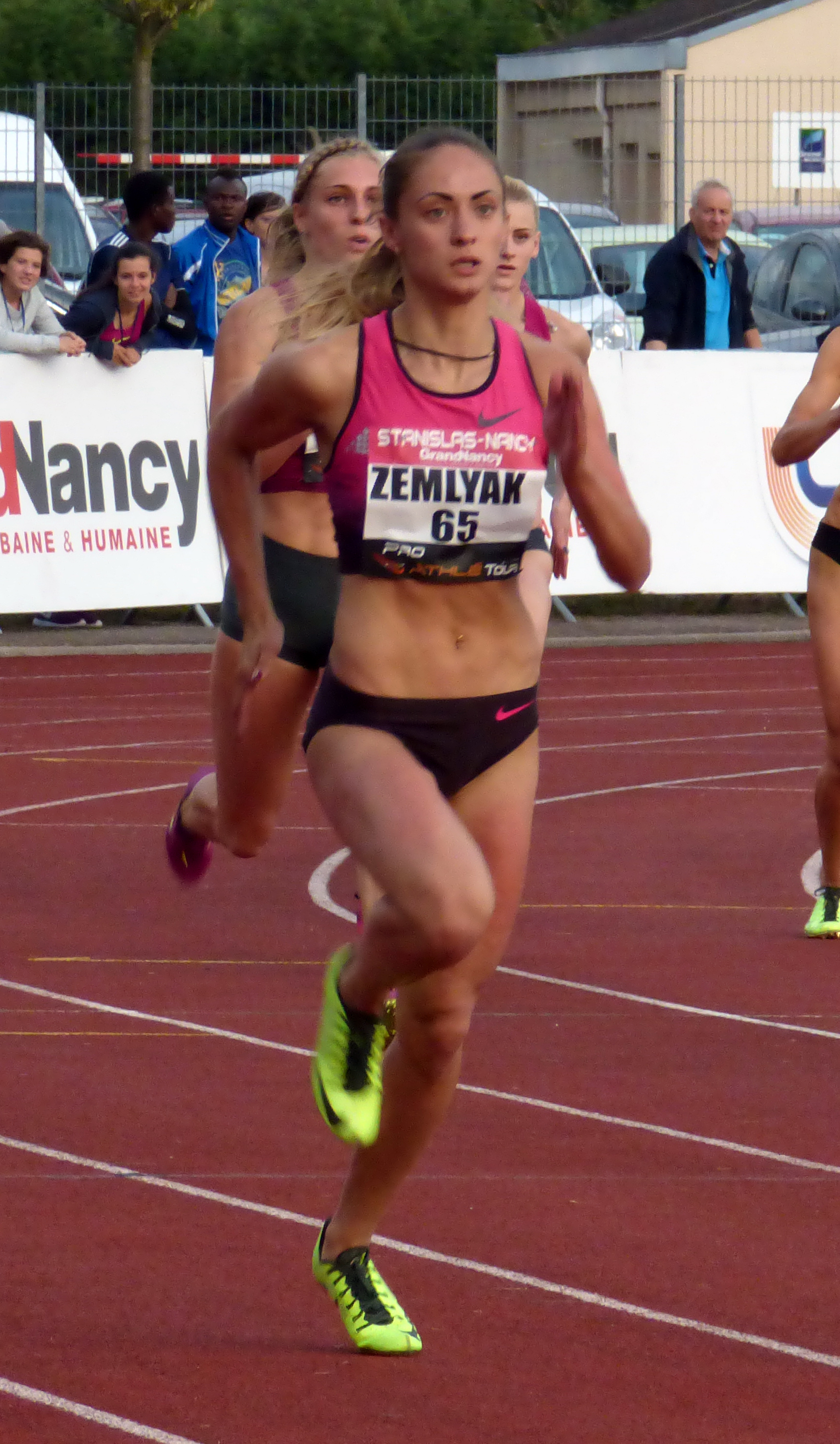
Olha Semljak – gedopt und disqualifiziert

## Video
- Rio Replay: Women's 400m Final, youtube.com, abgerufen am 7. Mai 2022